# Liste der Biografien/Oc
Liste der Biografien |
Portal Biografien |
Personensuche
# |
A |
B |
C |
D |
E |
F |
G |
H |
I |
J |
K |
L |
M |
N |
O |
P |
Q |
R |
S |
T |
U |
V |
W |
X |
Y |
Z |
?
 
Oa |
Ob |
Oc |
Od |
Oe |
Of |
Og |
Oh |
Oi |
Oj |
Ok |
Ol |
Om |
On |
Oo |
Op |
Oq |
Or |
Os |
Ot |
Ou |
Ov |
Ow |
Ox |
Oy |
Oz
Die Liste der Biografien führt alle Personen auf, die in der deutschsprachigen Wikipedia einen Artikel haben. Dieses ist eine Teilliste mit 550 Einträgen von Personen, deren Namen mit den Buchstaben „Oc“ beginnt.

## Oc

### Oca
- Oca, Miki (* 1970), spanischer Wasserballspieler und -trainer
- Ocagne, Maurice d’ (1862–1938), französischer Ingenieur und Mathematiker
- O’Cahan, Richard (1666–1736), britischer Gouverneur von Menorca
- Ocak, Hazal (* 1990), türkische Investigativ- und Umweltjournalistin
- Ocak, Murat (* 1982), türkischer Fußballspieler
- Öcal, Aylin (* 1996), deutsche Schauspielerin
- Öçal, Burhan (* 1959), türkischer Perkussionist und Schauspieler
- Öcal, Mert (* 1982), türkischer Schauspieler
- Öçal, Özgür (* 1981), türkischer Fußballspieler
- Öcalan, Abdullah (* 1949), türkischer Führer und ehemaliger Vorsitzender der kurdischen Untergrundorganisation PKKAbdullah Öcalan (* 1949)

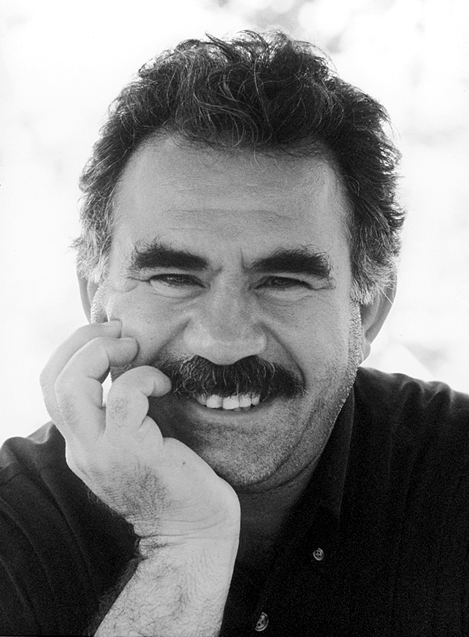
Abdullah Öcalan (* 1949)

- Öcalan, Dilek (* 1987), kurdische Abgeordnete (HDP), Nichte Abdullah Öcalans
- Öcalan, Ömer (* 1987), kurdisch-türkischer Politiker
- Öcalan, Osman (1958–2021), türkischer Führungskader der PKK
- O’Callaghan Martínez, José (1922–2001), spanischer Jesuit, Theologe und Papyrologe
- O’Callaghan, Cian (* 1979), irischer Politiker
- O’Callaghan, Ciara (* 1972), irische Schauspielerin
- O’Callaghan, Dax (* 1986), britischer Sänger, Tänzer und Schauspieler
- O’Callaghan, Donncha (* 1979), irischer Rugbyspieler
- O’Callaghan, Jim (* 1968), irischer Politiker
- O’Callaghan, John (* 1982), irischer DJ und Musikproduzent
- O’Callaghan, Mike (1929–2004), US-amerikanischer Politiker, Gouverneur von Nevada
- O’Callaghan, Mollie (* 2004), australische Schwimmerin
- O’Callaghan, Pat (1905–1991), irischer Hammerwerfer
- O’Callaghan, Rebecca (* 1964), irische Squashspielerin
- O’Callaghan, Ryan (* 1983), US-amerikanischer American-Football-Spieler
- O’Callaghan, Xavier (* 1972), spanischer Handballmanager und Handballspieler
- O’Callahan, Jack (* 1957), US-amerikanischer Eishockeyspieler
- O’Callahan, Joseph T. (1905–1964), amerikanischer Jesuit und Militärgeistlicher, Träger der Medal of Honor
- Ocampo Gaona, Celestino (* 1961), paraguayischer Geistlicher, römisch-katholischer Bischof von Carapeguá
- Ocampo Gorostieta, Joel (* 1963), mexikanischer Geistlicher und römisch-katholischer Bischof von Ciudad Altamirano
- Ocampo López, Javier (* 1939), kolumbianischer Schriftsteller, Historiker und Volkskundler
- Ocampo, Daiana (* 1991), argentinische Langstreckenläuferin
- Ocampo, Diego (* 1976), spanischer Basketballtrainer
- Ocampo, Felipe (* 1953), mexikanischer Fußballspieler
- Ocampo, Isidoro (1910–1983), mexikanischer Künstler
- Ocampo, Juan Antonio (* 1989), mexikanischer Fußballspieler
- Ocampo, Juan Ramón (* 1954), paraguayischer Fußballspieler
- Ocampo, Manuel (* 1965), philippinischer Maler
- Ocampo, Melchor (1814–1861), mexikanischer Reformpolitiker
- Ocampo, Mónica (* 1987), mexikanische Fußballspielerin
- Ocampo, Pablo (1853–1925), philippinischer Politiker
- Ocampo, Sebastián de, spanischer Entdecker
- Ocampo, Silvina (1903–1993), argentinische Schriftstellerin
- Ocampo, Victor (1952–2023), philippinischer Geistlicher, römisch-katholischer Bischof von Gumaca
- Ocampo, Victoria (1890–1979), argentinische SchriftstellerinVictoria Ocampo (1890–1979)

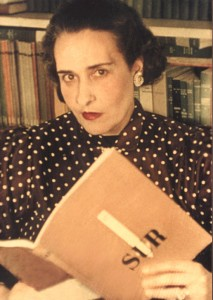
Victoria Ocampo (1890–1979)

- Ocampo-Friedmann, Roseli (1937–2005), philippinisch-amerikanische Mikrobiologin und Botanikerin
- Ocampos, Lucas (* 1994), argentinischer Fußballspieler
- Ocampos, Silvina (* 1996), argentinische Dreispringerin
- Ocaña, Ángel (* 1960), spanischer Radrennfahrer
- Ocaña, Luis (1945–1994), spanischer Radrennfahrer
- Ocanto, Rocío (* 1992), argentinische Handballspielerin
- Ocaranza Carmona, Fernando (1876–1965), mexikanischer Chirurg und Rektor der Universidad Nacional Autónoma de México
- Ocáriz Braña, Fernando (* 1944), spanischer Geistlicher, römisch-katholischer Theologe und Prälat des Opus Dei
- Ocariz, Carlos (* 1971), venezolanischer Politiker
- O’Carolan, Turlough (1670–1738), irischer Komponist und Harfenspieler
- O’Carroll, Brendan (* 1955), irischer Komiker, Schauspieler, Bühnenautor und Fernsehproduzent
- O’Carroll, Maureen (1913–1984), irische Politikerin
- O’Carroll, William (1826–1880), irischer Geistlicher
- Ocasek, Ric (1944–2019), US-amerikanischer Musiker und MusikproduzentRic Ocasek (1944–2019)

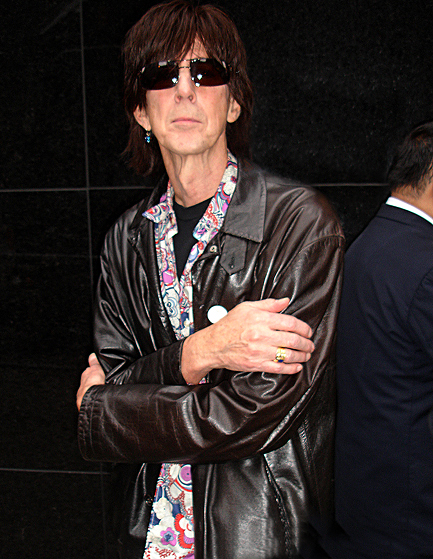
Ric Ocasek (1944–2019)

- O’Casey, Seán (1880–1964), irischer Aktivist, Dramatiker und Schriftsteller
- Ocasio, Cameron (* 1999), US-amerikanischer Schauspieler
- Ocasio, Ossie (* 1955), puerto-ricanischer Boxer
- Ocasio-Cortez, Alexandria (* 1989), US-amerikanische Politikerin (Demokratische Partei)Alexandria Ocasio-Cortez (* 1989)

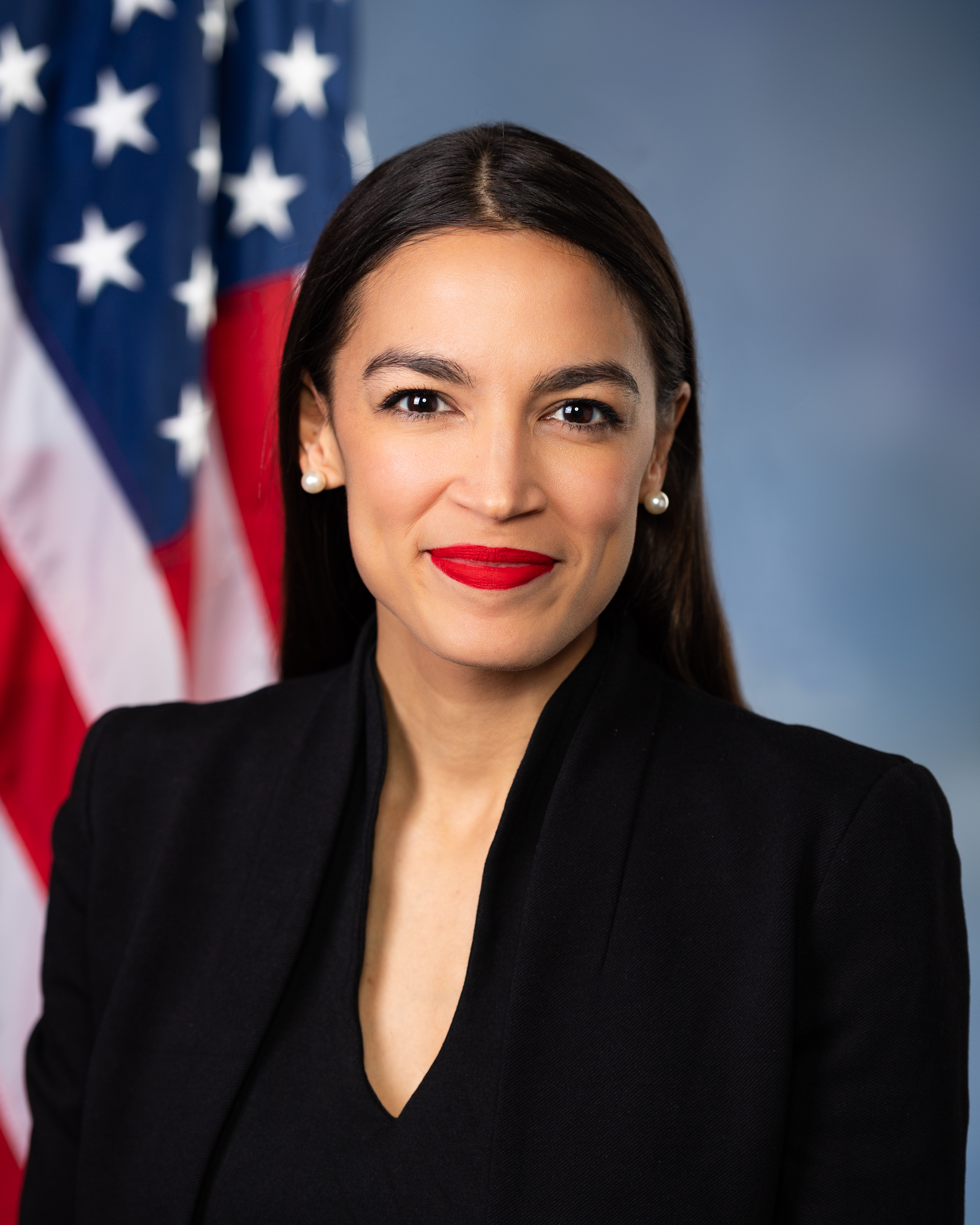
Alexandria Ocasio-Cortez (* 1989)

- O’Cathain, Detta, Baroness O’Cathain (1938–2021), britische Managerin und Politikerin

### Occ
- Occansey, Hugues (* 1966), französischer Basketballspieler
- Occéan, Olivier (* 1981), kanadischer Fußballspieler
- Occellier, Victor († 1916), amerikanisch-kanadischer Sänger (Bariton)
- Occhetto, Achille (* 1936), italienischer Politiker, Mitglied der Camera dei deputati, MdEP
- Occhi, Gilberto (* 1958), brasilianischer Anwalt, Bankpräsident und ehemaliger Minister
- Occhialini, Giuseppe (1907–1993), italienischer Physiker
- Occhiello, Toni (* 1953), italienischer Regisseur
- Occhiena, Margareta (1788–1856), Mutter von Johannes Bosco
- Occhini, Ilaria (1934–2019), italienische Schauspielerin
- Occhipinti, Giorgio (* 1969), italienischer Jazzmusiker und Komponist
- Occhipinti, Maria (1921–1996), italienische Anarchistin, Kommunistin, Schriftstellerin und Frauenrechtlerin
- Occhiuzzi, Diego (* 1981), italienischer Säbelfechter
- Occiano, Luisito (* 1971), philippinischer römisch-katholischer Geistlicher, Bischof von Virac
- Occo, Adolf (1524–1606), deutscher Mediziner
- Occo, Adolph (1447–1503), deutscher Mediziner, fürstlicher Leibarzt und Humanist
- Occo, Pompeius (1483–1537), niederländischer Bankier und Großkaufmann, Humanist
- Occom, Samson (1723–1792), Indianer, Geistlicher der Presbyterian Church (U.S.A.)

### Oce
- Ocean, Aletta (* 1987), ungarische Pornodarstellerin
- Ocean, Billy (* 1950), britischer Popsänger
- Ocean, Danny (* 1997), venezolanischer Latin-Pop-Sänger
- Ocean, Frank (* 1987), US-amerikanischer R&B-MusikerFrank Ocean (* 1987)

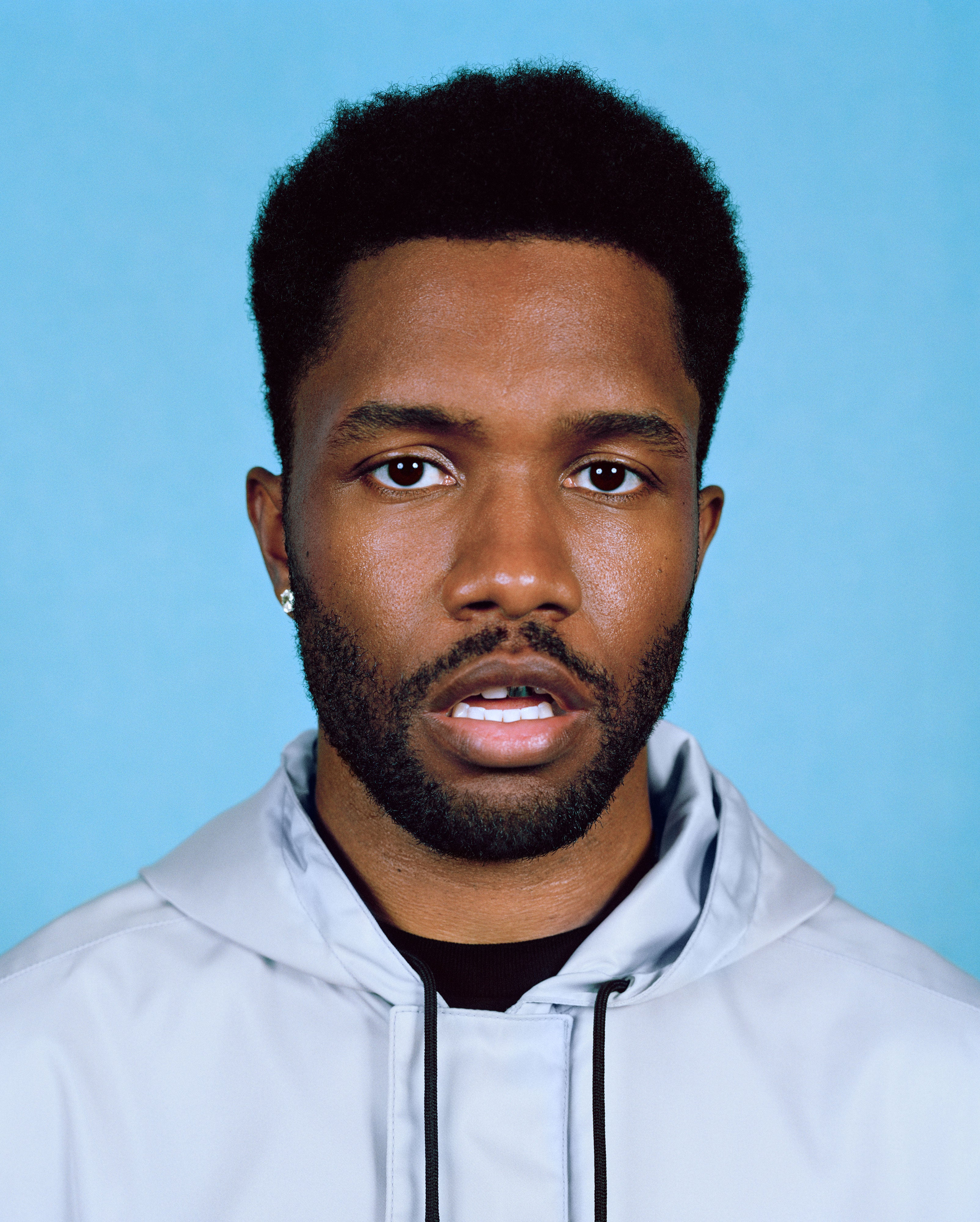
Frank Ocean (* 1987)

- Oceana (* 1982), deutsche Soulsängerin
- Ocelot, Michel (* 1943), französischer Trickfilmmacher
- Očenáš, Andrej (1911–1995), slowakischer Komponist

### Ocf
- Ocfort zu Schedling, Ludwig Karl d’ († 1724), General und Kriegsminister im Direktorium des Braunauer Parlaments

### Och
- Och, David (* 1980), Schweizer Autor und Entführungsopfer
- Och, Franz Josef (* 1971), deutscher Informatiker
- Och, Gunnar (* 1954), deutscher Germanist
- Och, Sheila (1940–1999), deutsch-tschechische Kinderbuchautorin
- Ochab, Edward (1906–1989), polnischer Politiker und GeneralEdward Ochab (1906–1989)

Edward Ochab (1906–1989)

- Ochaba, Stefan (1904–1948), österreichischer Komponist, Chorleiter und Kirchenmusiker
- Ochabauer, Raimund (1935–2009), österreichischer römisch-katholischer Geistlicher
- Ochagavía, Felipe (* 1993), chilenisch-spanischer Fußballspieler
- Ochaim, Brygida (* 1957), deutsche Tänzerin, Choreografin und Autorin
- Ochal, Glenn (* 1986), US-amerikanischer Ruderer
- Ochal, Paweł (* 1981), polnischer Marathonläufer
- Ochana, Ascher (* 1945), israelischer Politiker
- Ochang, Theophilus, Politiker im Süden des Sudan und im neugegründeten Südsudan
- Ochard, Jacques-François (1800–1870), französischer Maler
- Oche, Ray Stephen (* 1936), nigerianischer Musiker (Trompete, Flöte, Gesang) des Afrobeat
- Ochel, Hendrik (* 1969), deutscher Handballspieler
- Ochel, Willy (1903–1992), deutscher Ingenieur und Manager
- Ochendowskyj, Mychajlo (* 1973), ukrainischer Leiter der Zentralen Wahlkommission der Ukraine
- Ochensberger, Walter (* 1941), österreichischer Neonazi und Holocaust-Leugner
- Ocher, Mariya (* 1986), israelische Musikerin, Lyrikerin, Regisseurin und Künstlerin
- Ochi, Etsujin (* 1656), japanischer Haiku-Poet
- Ochi, Hayato (* 1982), japanischer Fußballspieler
- Ochi, Hideo (* 1940), japanischer Karateka, Weltmeister 1966 und 1967 in Kumite und KataHideo Ochi (* 1940)

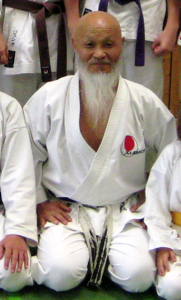
Hideo Ochi (* 1940)

- Ochi, Kunihiro (* 1954), japanischer Dirigent
- Ochi, Ryōsuke (* 1990), japanischer Fußballspieler
- Ochi, Takashi (1934–2010), deutsch-japanischer Mandolinist und Instrumentalpädagoge
- Ochiagha, Gregory Obinna (1931–2020), nigerianischer Geistlicher, römisch-katholischer Bischof von Orlu
- Ochiai, Eiji (1898–1974), japanischer Pharmazeut
- Ochiai, Hiroshi (* 1946), japanischer Fußballspieler
- Ochiai, Kō (* 2006), japanischer Mittelstreckenläufer
- Ochiai, Masayuki (* 1981), japanischer Fußballspieler
- Ochiai, Naobumi (1861–1903), japanischer Lyriker und Literaturwissenschaftler
- Ochiai, Riku (* 1999), japanischer Fußballspieler
- Ochiai, Shota (* 2002), japanischer Fußballspieler
- Ochiai, Yoshiiku (1833–1904), japanischer Maler
- Ochichi, Isabella (* 1979), kenianische Langstreckenläuferin
- Ochieng, Hesborn (* 1992), kenianischer Sprinter
- Ochieng, Kennedy (* 1971), kenianischer Leichtathlet
- Ochieng, Philip (1938–2021), kenianischer Journalist
- Ochieng'-Odero, J. P. R. (* 1957), kenianischer Biologe und Dramatiker
- Ochigbo, Sarah (* 2002), nigerianische Hürdenläuferin
- Ochilova, Nurxon (* 2004), usbekische Hürdenläuferin
- Ochiltree, Thomas P. (1837–1902), US-amerikanischer Politiker
- Ochiltree, William Beck (1811–1867), US-amerikanischer Politiker
- Ochino, Bernardino (1487–1564), italienischer reformatorischer Theologe
- Ochipinti, Julie, US-amerikanische Szenenbildnerin
- Ochiroșii, Răzvan (* 1989), rumänischer Fußballspieler
- Ochitowitsch, Michail Alexandrowitsch (1896–1937), russischer Architekt
- Ochlak, Marek (* 1966), polnischer römisch-katholischer Ordensgeistlicher, Bischof von Fenoarivo Atsinanana
- Ochlast, Silvia (* 1980), deutsche Radiomoderatorin
- Ochlewski, Tadeusz (1894–1975), Violinist, Musikpädagoge und Musikpublizist
- Ochlik, Rémi (1983–2012), französischer KriegsfotografRémi Ochlik (1983–2012)

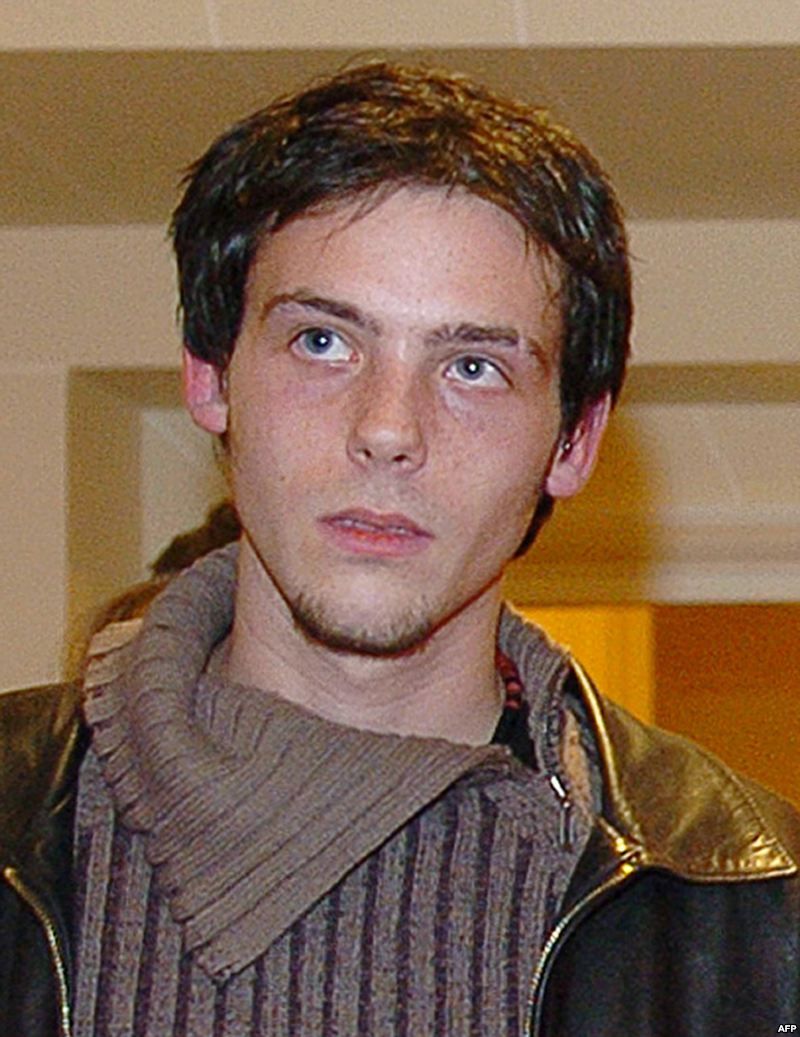
Rémi Ochlik (1983–2012)

- Ochlobystin, Iwan Iwanowitsch (* 1966), russischer Schauspieler
- Ochlopkow, Nikolai Pawlowitsch (1900–1967), russisch-sowjetischer Schauspieler und Theaterregisseur
- Ochman, Krystian (* 1999), amerikanisch-polnischer Sänger
- Ochman, Wiesław (* 1937), polnischer Opernsänger (Tenor)
- Ochmann, Bernhard (* 1952), deutscher Fußballspieler
- Ochmann, Johannes († 1418), Bischof von Reval
- Ochmann, Otto (1883–1957), polnischer Politiker (KVP)
- Ochmann, Richard (1918–2008), deutscher Jurist und Richter am Bundesgerichtshof
- Ochner, Kurt (* 1953), deutscher Fondsmanager
- Ochner, Nadya (* 1993), italienische Snowboarderin
- Ochoa Cadavid, Víctor Manuel (1962–2025), kolumbianischer Geistlicher, römisch-katholischer Militärbischof von Kolumbien
- Ochoa de Olza, Iñaki (1967–2008), spanischer Extrembergsteiger
- Ochoa Mendoza, Carlos (* 1978), mexikanischer Fußballspieler
- Ochoa Uribe, Gabriel (1929–2020), kolumbianischer Fußballspieler und -trainer
- Ochoa Vásquez, Fabio (* 1957), kolumbianischer DrogenhändlerFabio Ochoa Vásquez (* 1957)

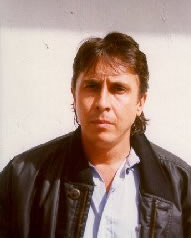
Fabio Ochoa Vásquez (* 1957)

- Ochoa, Amparo (1946–1994), mexikanische Sängerin
- Ochoa, Anisleidis (* 2000), kubanische Leichtathletin
- Ochoa, Armando Xavier (* 1943), US-amerikanischer Geistlicher, emeritierter römisch-katholischer Bischof von Fresno
- Ochoa, Arnaldo (1930–1989), kubanischer General
- Ochoa, Carlos (* 1980), venezolanischer Radrennfahrer
- Ochoa, Daniel (* 1979), deutscher Lied-, Konzert- und Opernsänger (Bariton)
- Ochoa, David (* 2001), US-amerikanischer Fußballtorwart
- Ochoa, Eliades (* 1946), kubanischer Gitarrist und Sänger
- Ochoa, Ellen (* 1958), US-amerikanische Astronautin
- Ochoa, Eugenio de (1815–1872), spanischer Schriftsteller und Kritiker
- Ochoa, Federico (* 1940), mexikanischer Fußballspieler und -trainer
- Ochoa, Guillermo (* 1985), mexikanischer Fußballtorhüter
- Ochoa, Israel (* 1964), kolumbianischer Straßenradrennfahrer
- Ochoa, Juan Cruz (* 1979), spanischer Fußballspieler
- Ochoa, Lorena (* 1981), mexikanische Golfspielerin
- Ochoa, Lucas (* 1949), mexikanischer Fußballspieler
- Ochoa, Mario (* 1927), mexikanischer Fußballspieler
- Ochoa, Raymond (* 2001), US-amerikanischer Schauspieler und Synchronsprecher
- Ochoa, Richard (1984–2015), venezolanischer Bahn- und Straßenradrennfahrer
- Ochoa, Ryan (* 1996), US-amerikanischer Schauspieler und SynchronsprecherRyan Ochoa (* 1996)

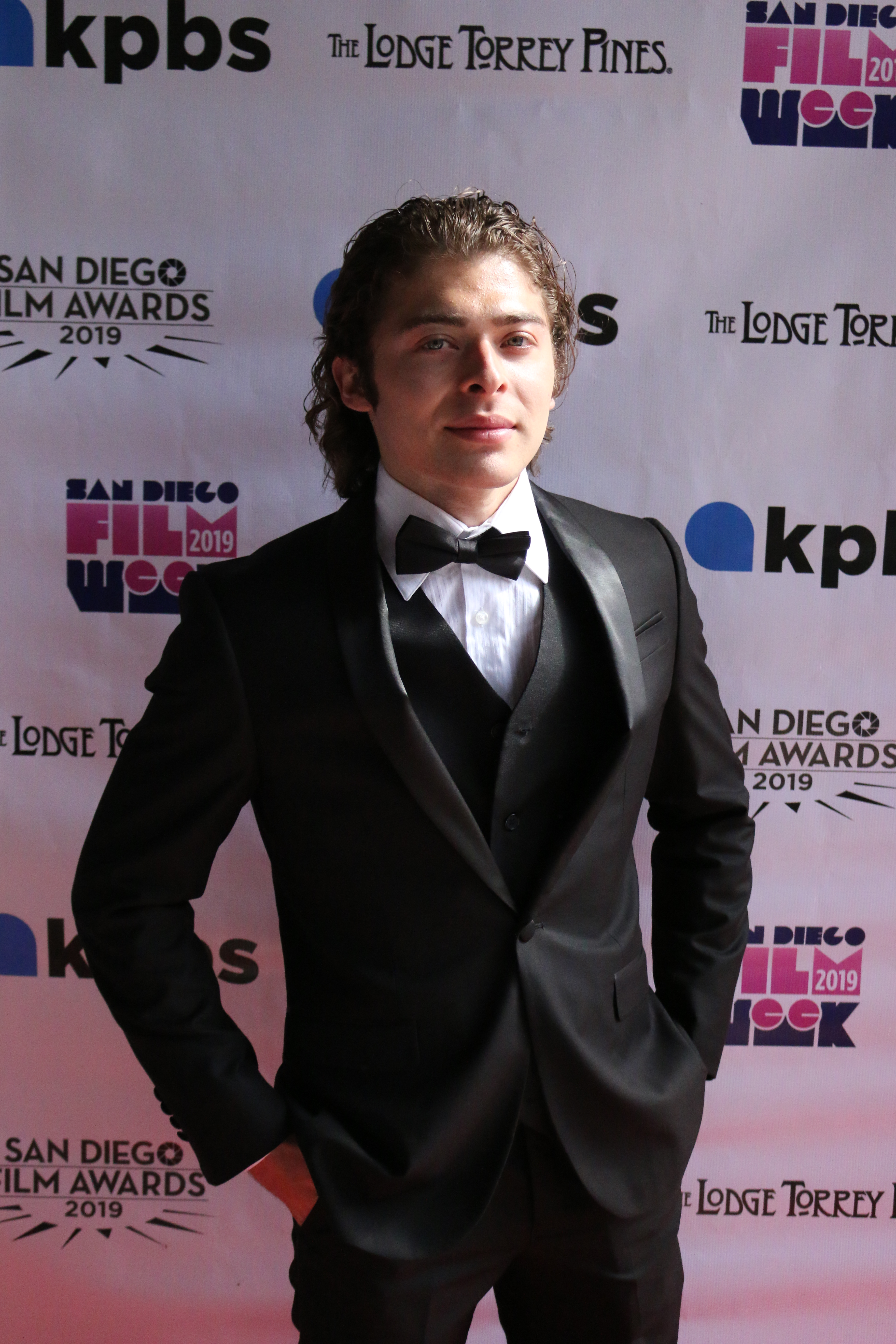
Ryan Ochoa (* 1996)

- Ochoa, Severo (1905–1993), spanisch-US-amerikanischer Biochemiker
- Ochogavía Barahona, Manuel (* 1967), panamaischer Ordensgeistlicher, Bischof von Colón-Kuna Yala
- Ochoiski, Brian (* 1999), französischer Snookerspieler
- Ochojska, Janina (* 1955), polnische, humanitäre Aktivistin, Gründerin der Polnischen Humanitären Organisation PAH
- Ochojski, Nico (* 1999), deutscher Fußballspieler
- Ochola, Yovan (* 1938), ugandischer Kugelstoßer, Hammerwerfer und Diskuswerfer
- Ocholi, Edicha (* 1979), nigerianischer Badmintonspieler
- Ochonogor, Prestina (* 2006), nigerianische Weitspringerin
- Ochotin, Lew Pawlowitsch (1911–1948), russischer Faschist
- Ochotorena, José Manuel (* 1961), spanischer Fußballtorhüter
- Ochowicz, Elli (* 1983), US-amerikanische Eisschnellläuferin
- Ochowicz, Jim (* 1951), US-amerikanischer Radrennfahrer und Radsportfunktionär
- Ochozimski, Dmitri Jewgenjewitsch (1921–2005), russischer Physiker, Mathematiker und Hochschullehrer
- Ochs von Ochsenstein, Johann Christoph (1674–1747), Frankfurter Patrizier und Politiker
- Ochs, Adam Ludwig von (1759–1823), kurfürstlich-hessischer Generalmajor und Diplomat
- Ochs, Adolph (1858–1935), US-amerikanischer Reporter, Eigentümer der New York TimesAdolph Ochs (1858–1935)

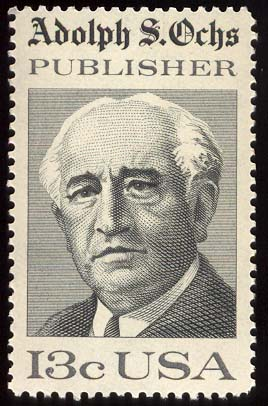
Adolph Ochs (1858–1935)

- Ochs, Albert (1823–1878), deutscher Maler und Fotograf
- Ochs, Carl (1812–1873), deutscher evangelischer Missionar
- Ochs, Carl von (1794–1846), kurhessischer Generalmajor, Politiker und Abgeordneter
- Ochs, Deborah (* 1966), US-amerikanische Bogenschützin
- Ochs, Erich (1883–1951), deutscher Hochschullehrer und Kapellmeister
- Ochs, Ernst (1888–1961), deutscher Germanist und langjähriger Herausgeber des Badischen Wörterbuchs
- Ochs, Eugen (1905–1990), deutscher Kommunist und Gewerkschafter
- Ochs, Ferdinand (1824–1879), deutscher Verwaltungsbeamter
- Ochs, Georg (1886–1971), deutscher Entomologe
- Ochs, Gerhard (* 1944), deutscher Schriftsteller
- Ochs, Gustav (1825–1858), deutscher Landschaftsmaler der Düsseldorfer Schule
- Ochs, Hans Abraham (1928–1936), deutsches Opfer eines NS-Gewaltverbrechens
- Ochs, Hans Dieter (* 1936), deutscher Immunologe
- Ochs, Horst (1931–2002), deutscher Politiker (AFB), MdBB
- Ochs, Jacob (1871–1927), deutscher Gärtner
- Ochs, Jacques (1883–1971), belgischer Karikaturist und Olympiasieger
- Ochs, Josef (1905–1987), deutscher Kriminalbeamter und SS-Obersturmführer
- Ochs, Karl Wilhelm (1896–1988), deutscher Architekt und Hochschullehrer
- Ochs, Klaus-Dieter (1939–2015), deutscher Fußballtrainer
- Ochs, Kurt (* 1922), deutscher Handballspieler
- Ochs, Larry (* 1949), US-amerikanischer Jazz-Saxophonist und Komponist
- Ochs, Ludwig David (1779–1857), nassauischer Politiker
- Ochs, Ludwig von (1804–1862), Offizier und Abgeordneter
- Ochs, Michael (1943–2025), US-amerikanischer Fotograf, Journalist und Moderator
- Ochs, Patrick (* 1984), deutscher Fußballspieler
- Ochs, Peter (1752–1821), Schweizer Politiker
- Ochs, Peter Paul (1931–1994), deutsch-kanadischer Maler und Bildhauer
- Ochs, Phil (1940–1976), US-amerikanischer Sänger, Songwriter und politischer AktivistPhil Ochs (1940–1976)

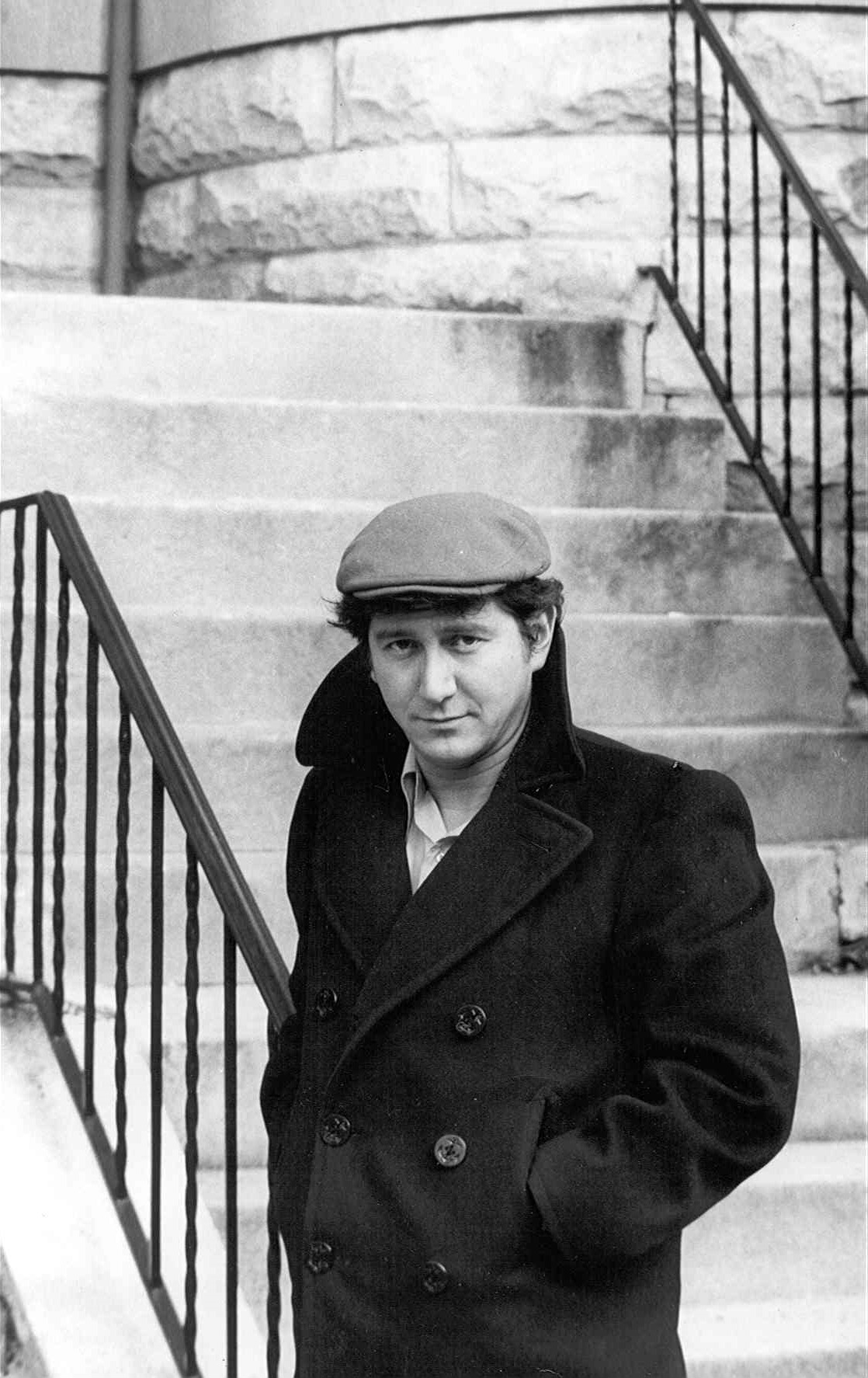
Phil Ochs (1940–1976)

- Ochs, Philipp (* 1997), deutscher Fußballspieler
- Ochs, Pierre (* 1984), französischer Freestyle-Skisportler
- Ochs, Robert (1930–2018), US-amerikanischer katholischer Theologe, Hochschullehrer
- Ochs, Robyn (* 1958), US-amerikanische Pädagogin und Bi-Aktivistin
- Ochs, Siegfried (1858–1929), deutscher Chorleiter und Komponist
- Ochs, Sonny (* 1937), schottisch-US-amerikanische Musikproduzentin und Radiomoderatorin
- Ochs, Stephanie (* 1990), US-amerikanische Fußballspielerin
- Ochs, Timo (* 1981), deutscher Fußballtorwart
- Ochs, Traugott (1854–1919), deutscher Hofkapellmeister, Organist und Dirigent
- Ochs, Volker (1929–2018), deutscher Komponist
- Ochs, Walter (1912–1991), deutscher Fußballspieler und -trainer
- Ochsé, Fernand (1879–1944), französischer Künstler
- Ochse, Hildegard (1935–1997), deutsche Fotografin
- Ochse, Horst (1927–2014), deutscher Romanist, Hispanist und Literaturwissenschaftler
- Ochsé, Julien (1874–1936), französischer Schriftsteller
- Ochsé, Louise (1884–1944), belgische Bildhauerin
- Ochsenbach, Hans Hermann (1558–1621), Burgvogt zu Tübingen
- Ochsenbauer, Leo (1967–2015), österreichischer Autor und Journalist
- Ochsenbein, Diego (1923–1997), Schweizer Sänger
- Ochsenbein, Peter (1940–2003), Schweizer Mediävist und Stiftsbibliothekar in St. Gallen
- Ochsenbein, Ulrich († 1890), Schweizer Politiker und GeneralUlrich Ochsenbein († 1890)
- Ochsenbruck, Andreas, Goldschmied

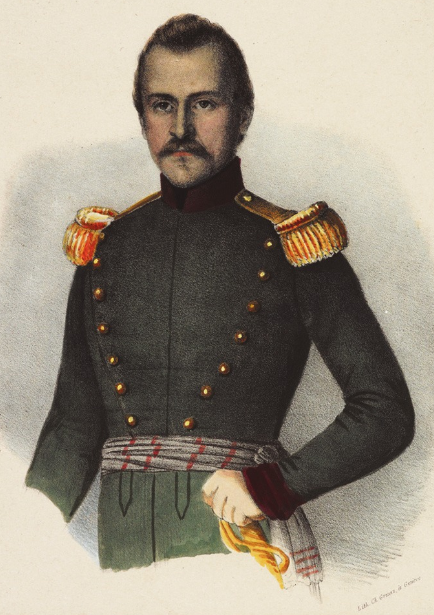
Ulrich Ochsenbein († 1890)

- Ochsenfeld, Christian (* 1968), deutscher Chemiker
- Ochsenfeld, Robert (1901–1993), deutscher Physiker
- Ochsenheimer, Ferdinand (1767–1822), deutscher Schauspieler und Lepidopterologe (Schmetterlingskundler)
- Ochsenheimer, Magdalena, deutsche Theaterschauspielerin
- Ochsenhofer, Hannes (* 1985), österreichischer Basketballspieler
- Ochsenius, Carl (1830–1906), deutscher Geologe
- Ochsenknecht, Cheyenne (* 2000), deutsches Model und ehemalige Kinderdarstellerin
- Ochsenknecht, Falko (* 1984), deutscher Schauspieler und Schlagersänger
- Ochsenknecht, Jimi Blue (* 1991), deutscher Schauspieler und RapperJimi Blue Ochsenknecht (* 1991)

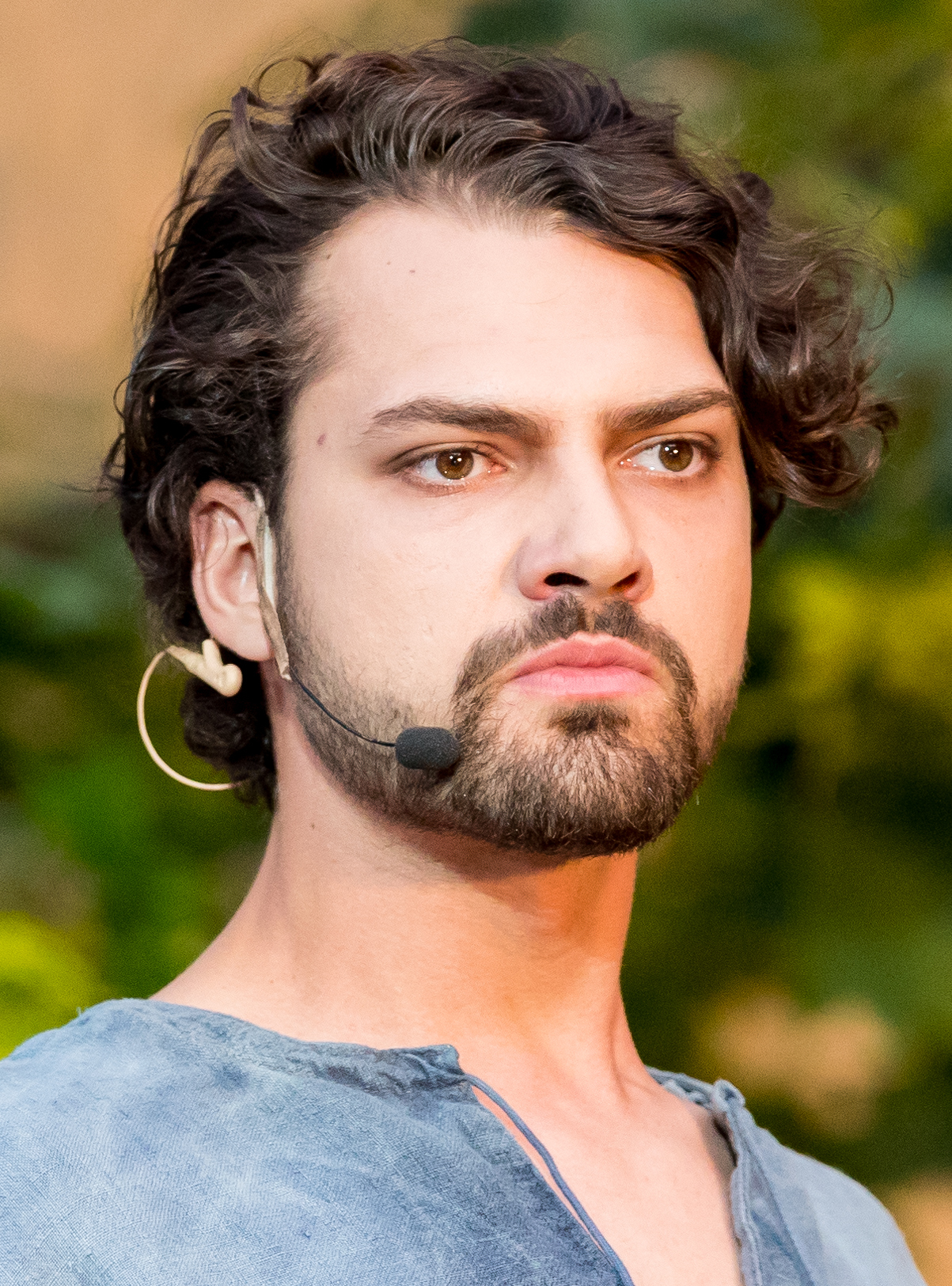
Jimi Blue Ochsenknecht (* 1991)

- Ochsenknecht, Natascha (* 1964), deutsche Schauspielerin, Autorin und Model
- Ochsenknecht, Uwe (* 1956), deutscher Schauspieler und Sänger
- Ochsenknecht, Wilson Gonzalez (* 1990), deutscher Schauspieler
- Ochsenkun, Sebastian (1521–1574), deutscher Lautenist und Komponist
- Ochsenreiter, Hermann (1846–1922), deutscher Apotheker
- Ochsenreiter, Manuel (1976–2021), deutscher Journalist
- Ochsenstein, Johann (1331–1386), führte die Habsburger als Feldhauptmann unter Leopold III.
- Öchsl, Jörg, österreichischer Dombaumeister des Stephansdom
- Öchsle, Uwe (1941–2007), deutscher Fußballspieler
- Ochsner, Beate (* 1965), deutsche Medien- und Geisteswissenschaftlerin
- Ochsner, Cäcilia (1603–1659), Schweizer Äbtissin
- Ochsner, Cedric (* 1998), Schweizer Skirennläufer
- Ochsner, Claire (* 1948), Schweizer Plastikerin und Malerin
- Ochsner, Heinrich (1891–1970), deutscher Philosoph und Verlagslektor
- Ochsner, Hermann (1892–1951), deutscher Generalleutnant im Zweiten Weltkrieg
- Ochsner, Jakob (1858–1926), Wagnermeister und Erfinder des Abfallentsorgungssystems
- Ochsner, Maria Josepha Barbara (1689–1777), Schweizer Äbtissin
- Ochsner, Martin (1862–1939), Schweizer Politiker (KVP/CVP)
- Öchsner, Michael (1816–1893), bayerischer Lehrer, Publizist und Schriftsteller
- Ochsner, Regula (* 1951), schweizerische Kindergärtnerin, Sozialpädagogin und Entwicklungshelferin
- Ochsner, Svenja (* 2000), Schweizer Tennisspielerin
- Ochtervelt, Jacob Lucasz (1634–1682), niederländischer Maler des Barock
- Ochtman, Leonard (1854–1934), niederländisch-amerikanischer Maler des Impressionismus
- Ochtman, Mina Fonda (1862–1924), US-amerikanische Malerin des Impressionismus
- Ochwadt, Curd (1923–2012), deutscher Schriftsteller, Übersetzer, Herausgeber und Verleger
- Ochyra, Emil (1936–1980), polnischer Säbelfechter

### Oci
- Očić, Ljerka (* 1960), kroatische Organistin
- Ociepka, Teofil (1891–1978), polnischer Maler, Theosoph, Anführer der okkultistischen Gemeinde von Janów
- Ocik, Hannes (* 1991), deutscher RudererHannes Ocik (* 1991)

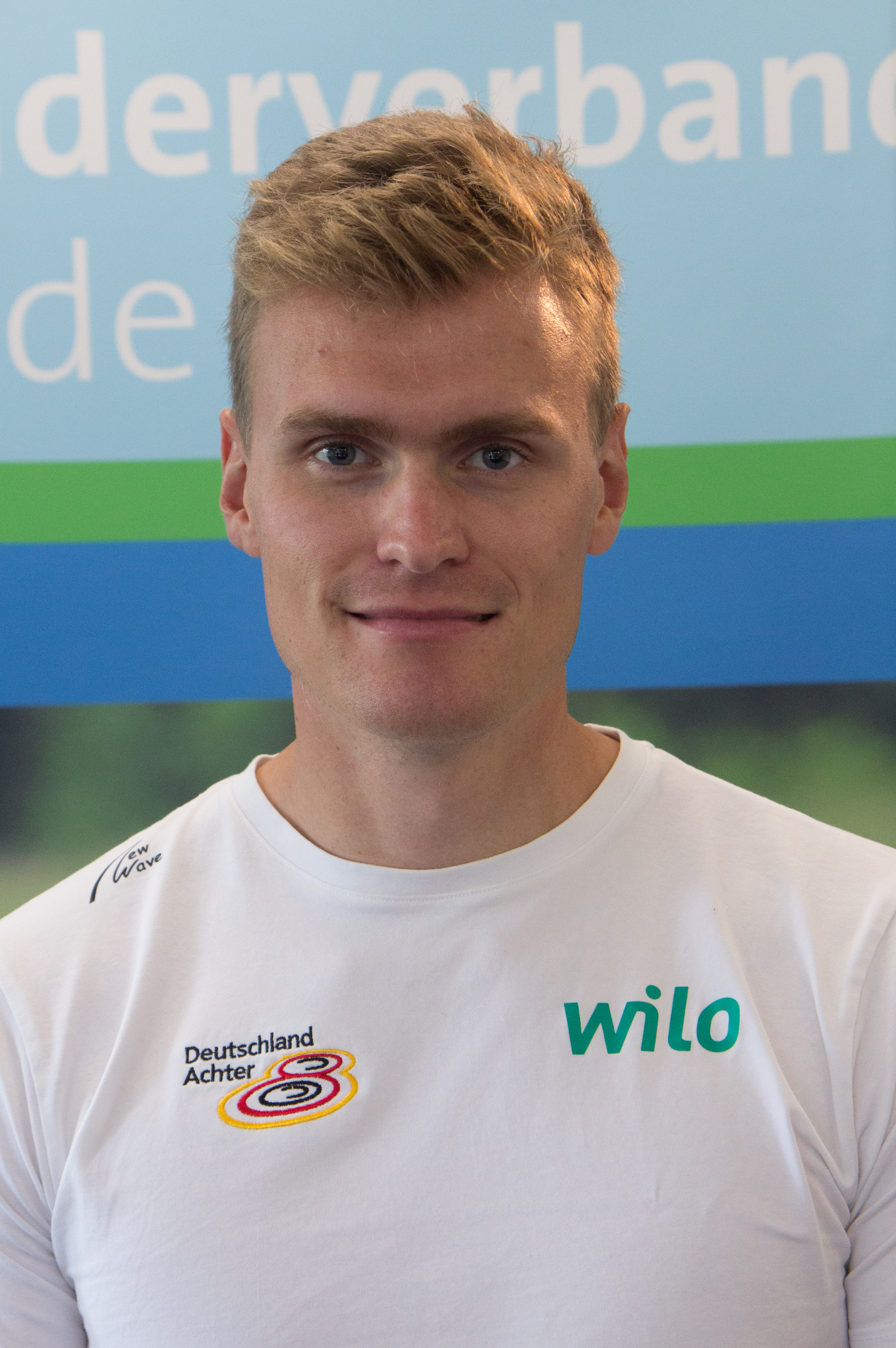
Hannes Ocik (* 1991)

- Ocik, Nele (* 1990), deutsche Moderatorin, Reporterin und ehemalige Leichtathletin
- Ocio, Aitor (* 1976), spanischer Fußballspieler

### Ock
- Ockeghem, Johannes († 1497), flämischer Komponist, Sänger und Kleriker
- Ockel, Eduard (1834–1910), deutscher Maler
- Ockel, Ernst Friedrich (1742–1816), deutsch-baltischer Geistlicher
- Ockel, Reinhold (1899–1989), deutscher Schauspieler, Regisseur und Intendant
- Ockelmann, Robert (1849–1915), deutscher Bildhauer
- Ockeloen, Jasper (* 1990), niederländischer Cyclocross- und Straßenradrennfahrer
- Ockels, Wubbo (1946–2014), niederländischer Physiker und Raumfahrer
- Ocken, Rolf (* 1939), deutscher Generalmajor a. D.
- Ockenden, Eddie (* 1987), australischer Hockeyspieler
- Ockenden, Leon (* 1978), britischer Schauspieler
- Ockenden, Verity (* 1991), britische Langstreckenläuferin
- Ockenfels, Axel (* 1969), deutscher WirtschaftswissenschaftlerAxel Ockenfels (* 1969)

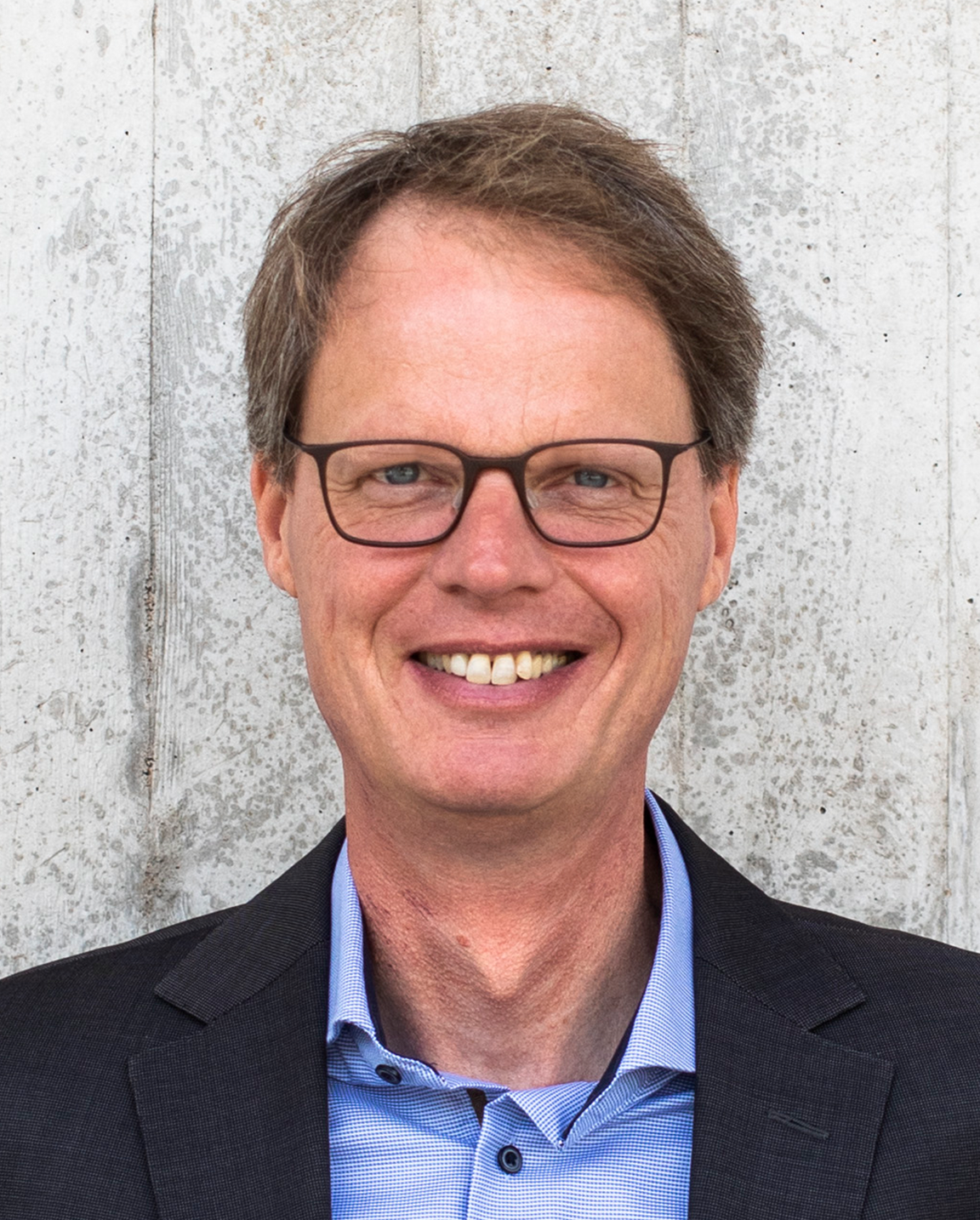
Axel Ockenfels (* 1969)

- Ockenfels, Gerhard (* 1954), deutscher Fußballspieler
- Ockenfels, Hans Michael (* 1966), deutscher Dermatologe und Allergologe
- Ockenfels, Wolfgang (* 1947), deutscher Ordensgeistlicher, Theologe und Sozialethiker
- Ockenga, Harold John (1905–1985), US-amerikanischer evangelikaler Pastor, Mitbegründer Fuller Theological Seminary und Christianity Today
- Ockenga, Norbert (* 1971), deutscher Journalist, Verleger und Fernsehkommentator
- Ocker, Claus (1923–2015), deutscher klassischer Sänger (Bariton)
- Ocker, Julia (* 1982), deutsche Trickfilm-Regisseurin, Designerin und Autorin
- Ocker, Karsten (1945–2015), deutscher Militär, Inspekteur des Sanitätsdienstes der Bundeswehr
- Ockermüller, Franz (1915–1976), österreichischer Bankfachmann
- Ockermüller, Heinz (1921–1994), österreichischer Bühnenbildner und Filmarchitekt
- Ockermüller, Kurt (* 1948), österreichischer Regisseur
- Ockers, Stan (1920–1956), belgischer RadrennfahrerStan Ockers (1920–1956)

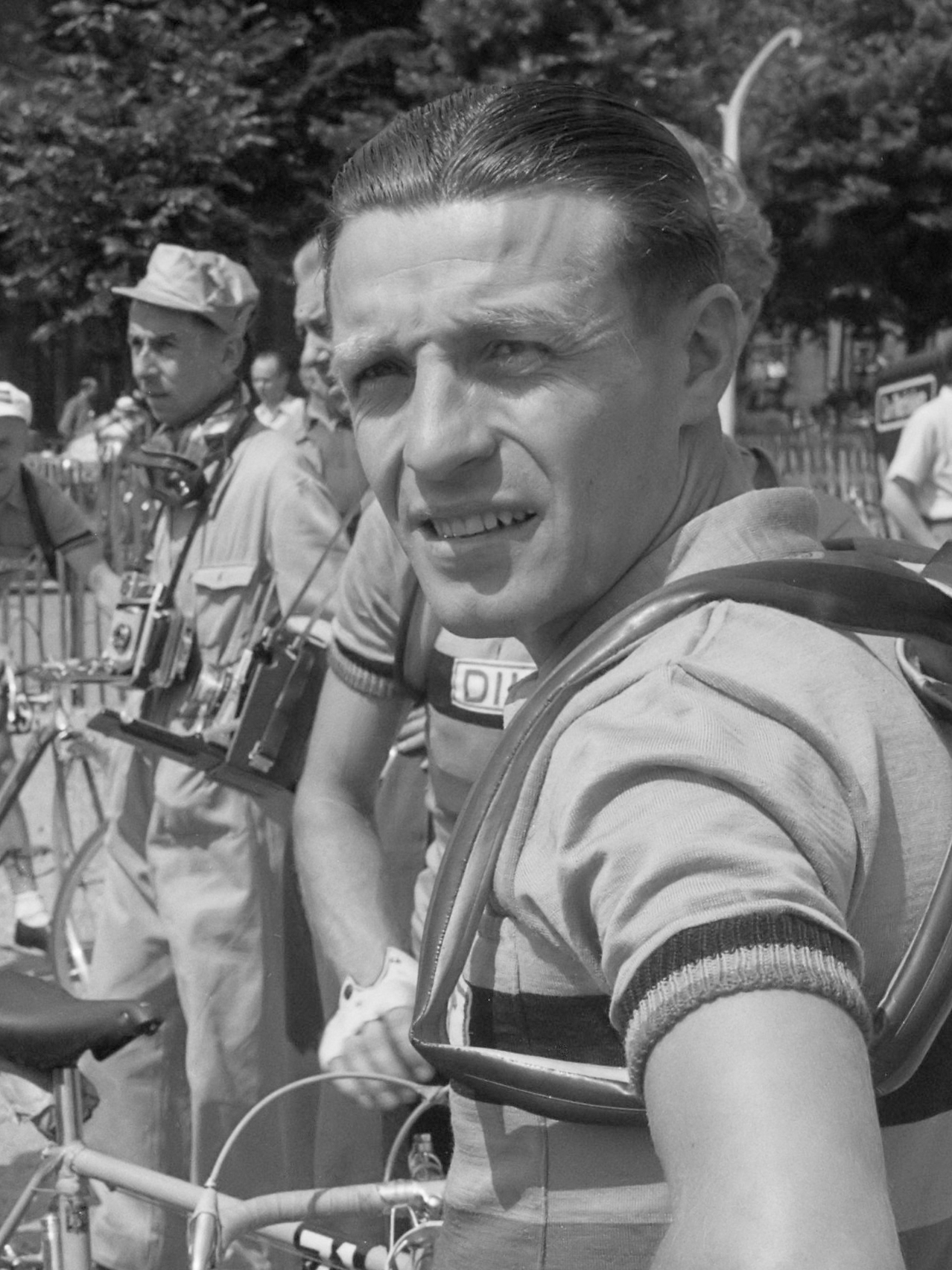
Stan Ockers (1920–1956)

- Ockers, Tom (* 1962), deutscher Journalist und Filmemacher
- Ockers, Weyn († 1568), niederländische Bilderstürmerin
- Ockert, Carl Friedrich (1825–1899), deutscher Landschafts-, Jagd- und Tiermaler
- Ockert, Erich (1889–1953), deutscher Maler und Grafiker
- Ockert, Frank (* 1968), deutscher Fußballspieler
- Ockert, Hans-Peter (* 1972), deutscher Jazzmusiker (Trompete, Komposition) und Bigband-Leader
- Ockert, Matthias (* 1970), deutscher Komponist und Gitarrist
- Ockert, Wolfgang, deutscher Basketballfunktionär und -schiedsrichter
- Ockett, Molly († 1816), Heilerin der Abenaki
- Ockley, William, mutmaßlicher Mörder von Eduard II.
- Ockrent, Christine (* 1944), belgische Journalistin
- Ocks, Alois (1871–1937), russlanddeutscher römisch-katholischer Geistlicher und Märtyrer

### Ocl
- Oclatinius Adventus, Marcus, römischer Konsul 218 und Prätorianerpräfekt
- Oclatius Severus, Tiberius, römischer Suffektkonsul (160)
- Ocleppo, Gianni (* 1957), italienischer Tennisspieler
- Ocleppo, Julian (* 1997), italienischer Tennisspieler
- Ocloo, Esther Afua (1919–2002), ghanaische Unternehmerin

### Ocn
- Ocneanu, Adrian, rumänisch-US-amerikanischer Mathematiker

### Oco
- Ocokoljić, Predrag (* 1977), serbischer Fußballspieler
- Ocokoljić, Slobodan (* 1980), serbischer Basketballspieler
- Ocón y Rivas, Eduardo (1833–1901), spanischer Komponist, Organist und Pianist
- Ocon, Esteban (* 1996), französischer AutomobilrennfahrerEsteban Ocon (* 1996)

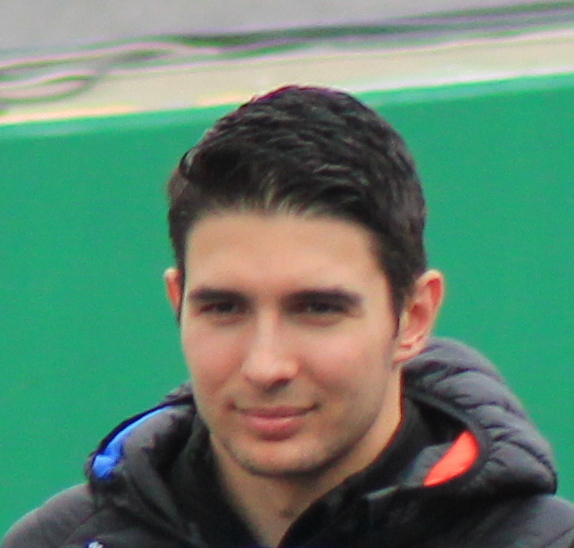
Esteban Ocon (* 1996)

- O’Connell, Aaron (* 1986), US-amerikanischer Filmschauspieler und Model
- O’Connell, Anthony Joseph (1938–2012), US-amerikanischer Geistlicher, römisch-katholischer Bischof
- O’Connell, Arthur (1908–1981), US-amerikanischer Schauspieler
- O’Connell, Bill (* 1953), US-amerikanischer Jazzmusiker (Piano)
- O’Connell, Brittany (* 1972), US-amerikanische Pornodarstellerin
- O’Connell, Carol (* 1947), US-amerikanische Krimi-Schriftstellerin
- O’Connell, Christopher (* 1994), australischer Tennisspieler
- O’Connell, Clyde (* 1998), irischer Fußballspieler
- O’Connell, D. P. (1924–1979), neuseeländischer Jurist
- O’Connell, Daniel (1775–1847), irischer FreiheitskämpferDaniel O’Connell (1775–1847)

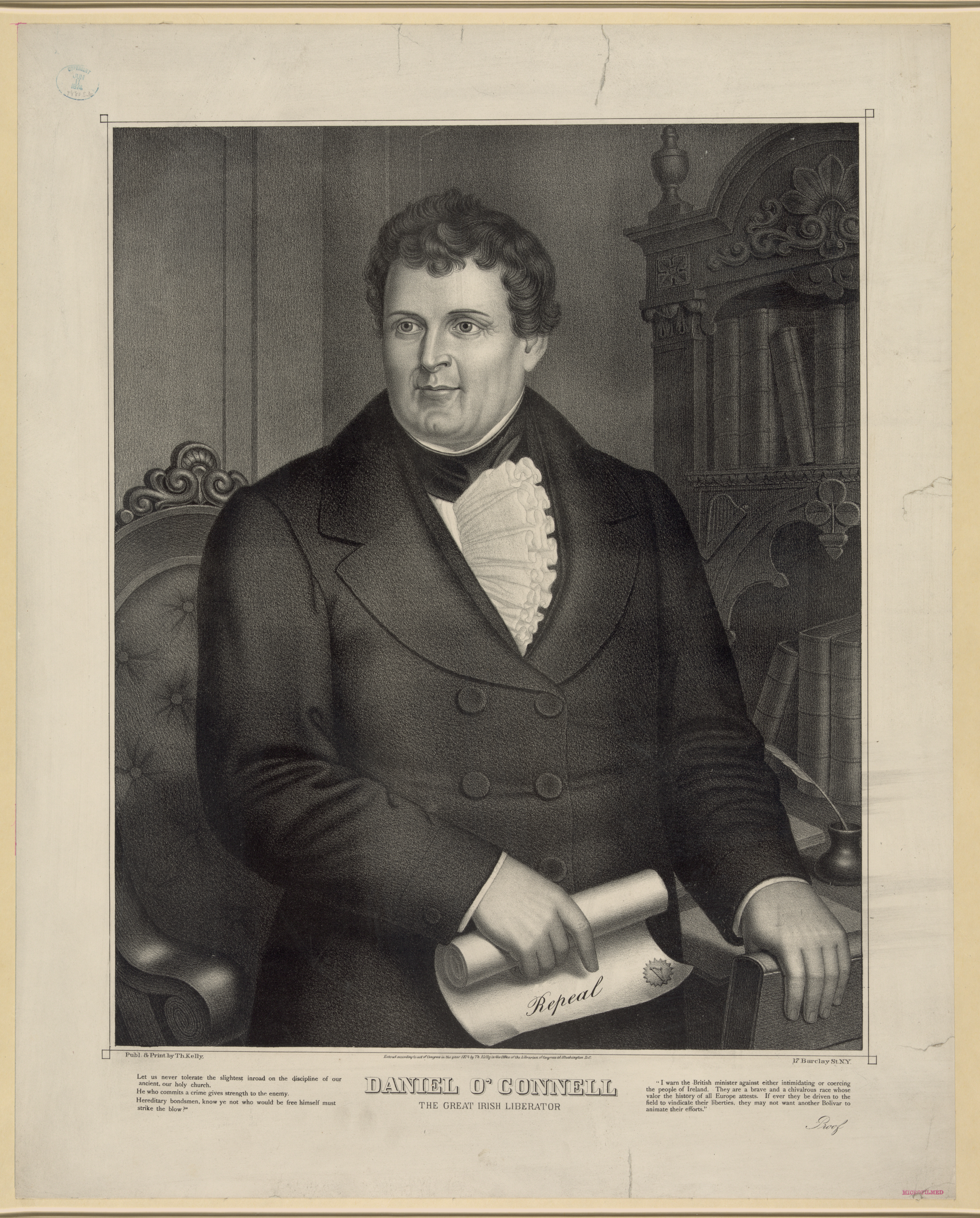
Daniel O’Connell (1775–1847)

- O’Connell, Darragh, irischer Filmproduzent
- O’Connell, David, australischer Schauspieler, Synchronsprecher und Filmschaffender
- O’Connell, David G. (1953–2023), irischer römisch-katholischer Geistlicher, Weihbischof in Los Angeles
- O’Connell, David J. (1868–1930), US-amerikanischer Politiker
- O’Connell, David Michael (* 1955), US-amerikanischer Ordensgeistlicher, Bischof von Trenton
- O’Connell, Deirdre (* 1951), US-amerikanische Schauspielerin
- O’Connell, Denis Joseph (1849–1927), irischer Geistlicher, Bischof von Richmond
- O’Connell, Drew (* 1996), US-amerikanischer Pokerspieler
- O’Connell, Eoghan (* 1995), irischer Fußballspieler
- O’Connell, Eugene (1815–1891), irischer Geistlicher in den Vereinigten Staaten
- O’Connell, Finneas (* 1997), US-amerikanischer Singer-Songwriter, Musikproduzent und Schauspieler
- O’Connell, Frédérique Émilie Auguste (1822–1885), deutsche Malerin und Radiererin
- O’Connell, Grant, US-amerikanischer Schauspieler, Filmschaffender und Clown
- O’Connell, Helen (1920–1993), US-amerikanische Sängerin und Schauspielerin
- O’Connell, Helen (* 1962), australische Urologin
- O’Connell, Jack (* 1990), britischer SchauspielerJack O’Connell (* 1990)

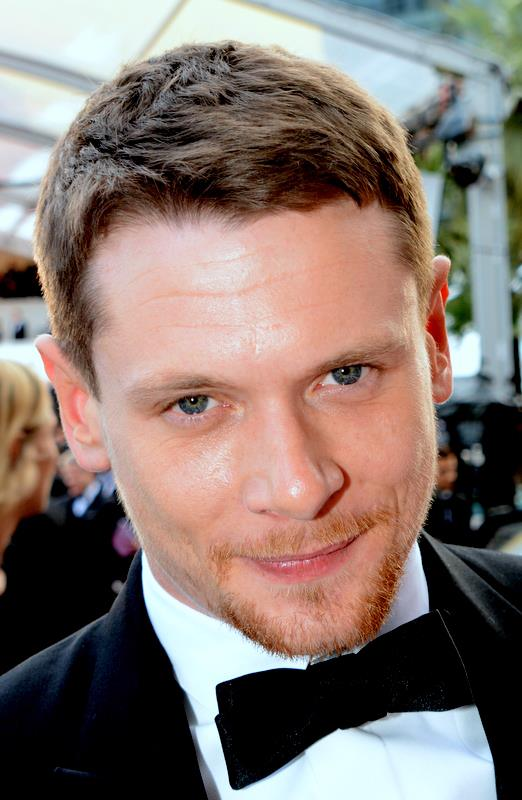
Jack O’Connell (* 1990)

- O’Connell, Jeremiah E. (1883–1964), US-amerikanischer Politiker
- O’Connell, Jerry (* 1974), US-amerikanischer Schauspieler
- O’Connell, Jerry J. (1909–1956), US-amerikanischer Politiker
- O’Connell, Jessica (* 1989), kanadische Langstreckenläuferin
- O’Connell, John († 2013), irischer Politiker, MdEP
- O’Connell, John (* 1974), US-amerikanisch-irischer Basketballspieler
- O’Connell, John Matthew (1872–1941), US-amerikanischer Politiker
- O’Connell, Johnny (* 1962), US-amerikanischer Autorennfahrer
- O’Connell, Joseph F. (1872–1942), US-amerikanischer Politiker
- O’Connell, Joseph Peter (1931–2013), australischer Geistlicher, römisch-katholischer Bischof
- O’Connell, Kate (* 2004), irische Sprinterin
- O’Connell, Kevin (* 1957), US-amerikanischer Tontechniker
- O’Connell, Kevin (* 1985), US-amerikanischer American-Football-Trainer und -SpielerKevin O’Connell (* 1985)

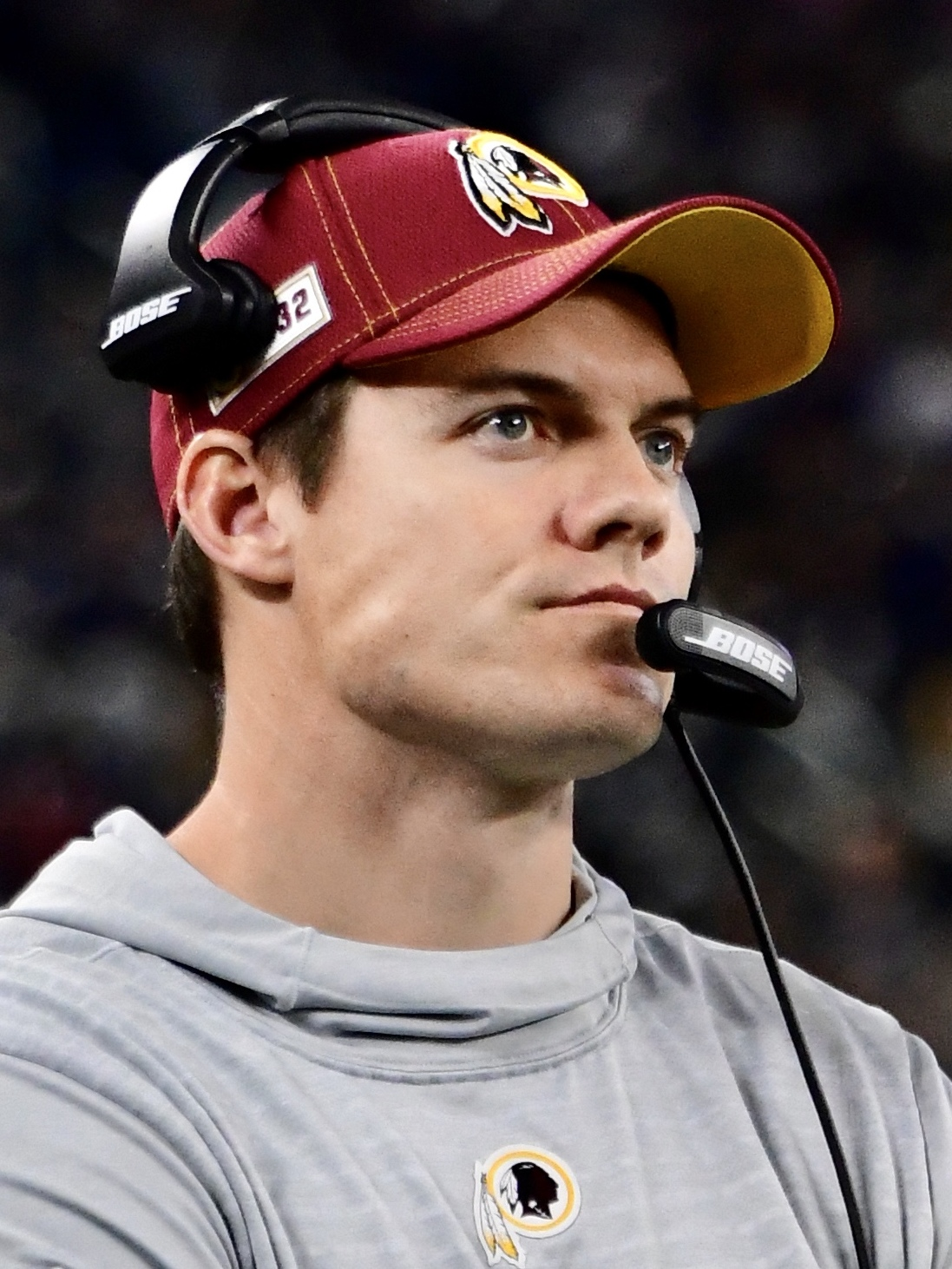
Kevin O’Connell (* 1985)

- O’Connell, Les (* 1958), neuseeländischer Ruderer
- O’Connell, Maeve, irische Politikerin (Fine Gael)
- O’Connell, Mark (* 1964), kanadischer Geistliche und römisch-katholischer Weihbischof in Boston
- O’Connell, Martin (1916–2003), kanadischer Wirtschaftswissenschaftler, Hochschullehrer und Politiker der Liberalen Partei Kanadas
- O’Connell, Mike (* 1955), US-amerikanischer Eishockeyspieler, -trainer und -funktionär
- O’Connell, Pamela Eells (* 1958), US-amerikanische Fernsehproduzentin, -regisseurin und Drehbuchautorin
- O’Connell, Patrick (1887–1959), irischer Fußballspieler und -trainer
- O’Connell, Paul (* 1979), irischer Rugbyspieler
- O’Connell, Ryan (* 1986), US-amerikanischer Autor, Schauspieler und Filmproduzent
- O’Connell, Seamus (1930–2013), englischer Fußballspieler
- O’Connell, Stuart France (1935–2019), neuseeländischer Geistlicher, römisch-katholischer Bischof von Rarotonga
- O’Connell, Will, irischer Schauspieler
- O’Connell, William (1929–2024), US-amerikanischer Schauspieler
- O’Connell, William Henry (1859–1944), US-amerikanischer Geistlicher und römisch-katholischer Erzbischof von Boston
- O’Connor, Aimee-Jane Anderson (* 1996), neuseeländische Dichterin und Kulturwissenschaftlerin
- O’Connor, Anthony (* 1992), irischer Fußballspieler
- O’Connor, Art (1888–1950), irischer Politiker (Sinn Féin)
- O’Connor, Barry, englischer Squashspieler
- O’Connor, Basil (1892–1972), US-amerikanischer Rechtsanwalt und Philanthrop
- O’Connor, Ben (* 1988), britischer Eishockeyspieler
- O’Connor, Ben (* 1995), australischer RadrennfahrerBen O’Connor (* 1995)

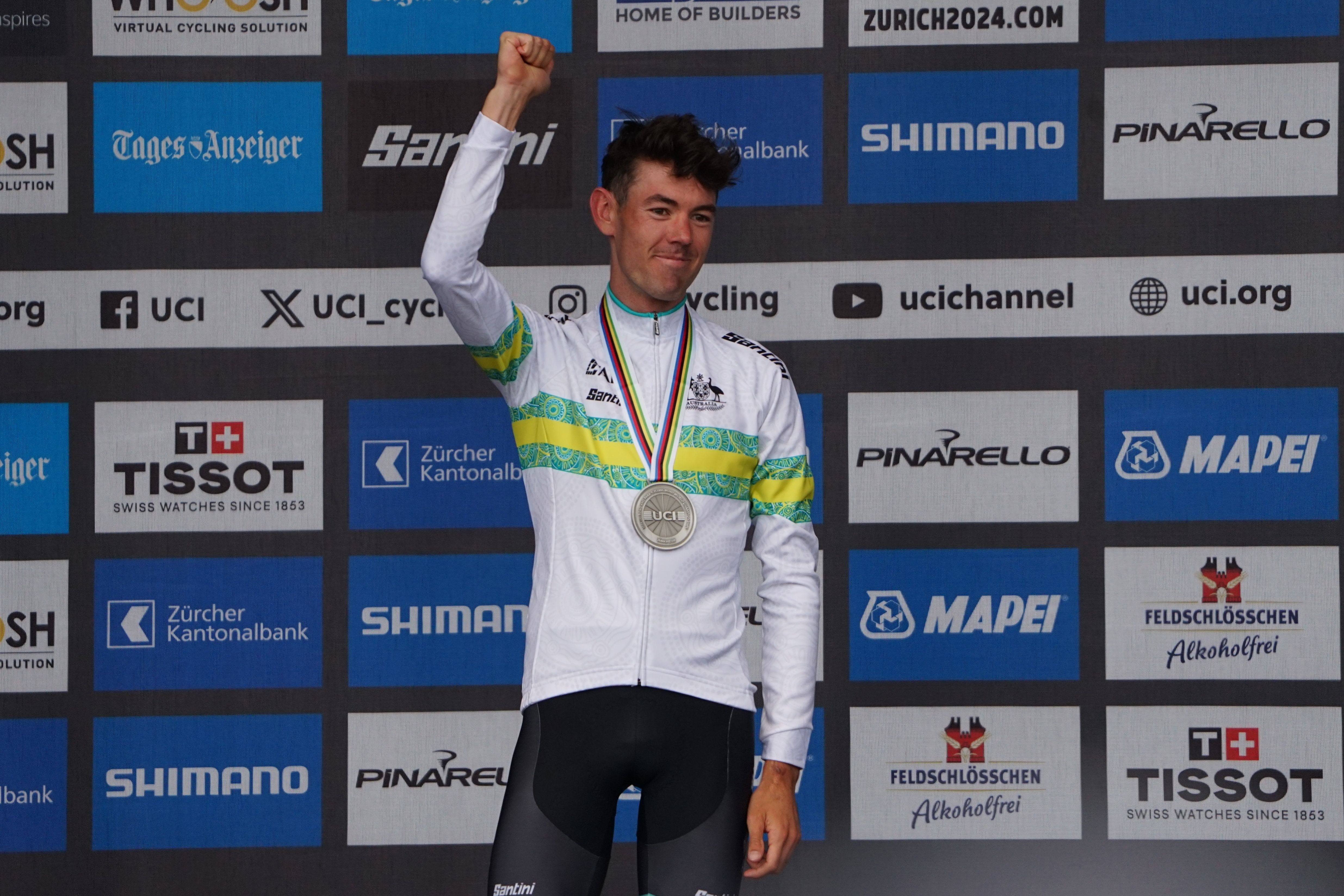
Ben O’Connor (* 1995)

- O’Connor, Bob (1944–2006), US-amerikanischer Politiker (Demokratische Partei)
- O’Connor, Brenock (* 2000), britischer Schauspieler
- O’Connor, Bridget (1961–2010), britische Dramatikerin und Drehbuchautorin
- O’Connor, Bryan D. (* 1946), US-amerikanischer Astronaut
- O’Connor, Buddy (1916–1977), kanadischer Eishockeyspieler
- O’Connor, Carroll (1924–2001), US-amerikanischer Schauspieler
- O’Connor, Celeste (* 1998), US-amerikanische Schauspielerin
- O’Connor, Chadwell (1914–2007), amerikanischer Ingenieur, Unternehmer und Erfinder
- O’Connor, Charles (1843–1902), irisch-australischer Ingenieur, Erbauer des Hafens von Fremantle und der Golden Pipeline
- O’Connor, Charles (1878–1940), US-amerikanischer Politiker
- O’Connor, Charlie (* 1946), irischer Politiker
- O’Connor, Charmian (* 1937), neuseeländische Chemikerin und Hochschullehrerin
- O’Connor, Cian (* 1979), irischer Springreiter
- O’Connor, Colleen (* 1951), US-amerikanische Eiskunstläuferin
- O’Connor, Damien (* 1958), neuseeländischer Politiker der New Zealand Labour Party
- O’Connor, Darragh (* 1999), irischer Fußballspieler
- O’Connor, David (* 1962), US-amerikanischer Vielseitigkeitsreiter
- O’Connor, David Kevin (* 1957), US-amerikanischer Philosoph
- O’Connor, Debra (* 1966), jamaikanische Badmintonspielerin aus Trinidad und Tobago
- O’Connor, Denis (1907–1988), britischer Generalleutnant
- O’Connor, Denis T. (1841–1911), kanadischer römisch-katholischer Geistlicher und Erzbischof von Toronto
- O’Connor, Derrick (1941–2018), irischer Schauspieler
- O’Connor, Des (1932–2020), britischer Entertainer und Sänger
- O’Connor, Donald (1925–2003), US-amerikanischer Schauspieler und Tänzer
- O’Connor, Edwin (1918–1968), US-amerikanischer Schriftsteller
- O’Connor, Flannery (1925–1964), US-amerikanische Schriftstellerin
- O’Connor, Frances (* 1967), britisch-australische Schauspielerin und FilmemacherinFrances O’Connor (* 1967)

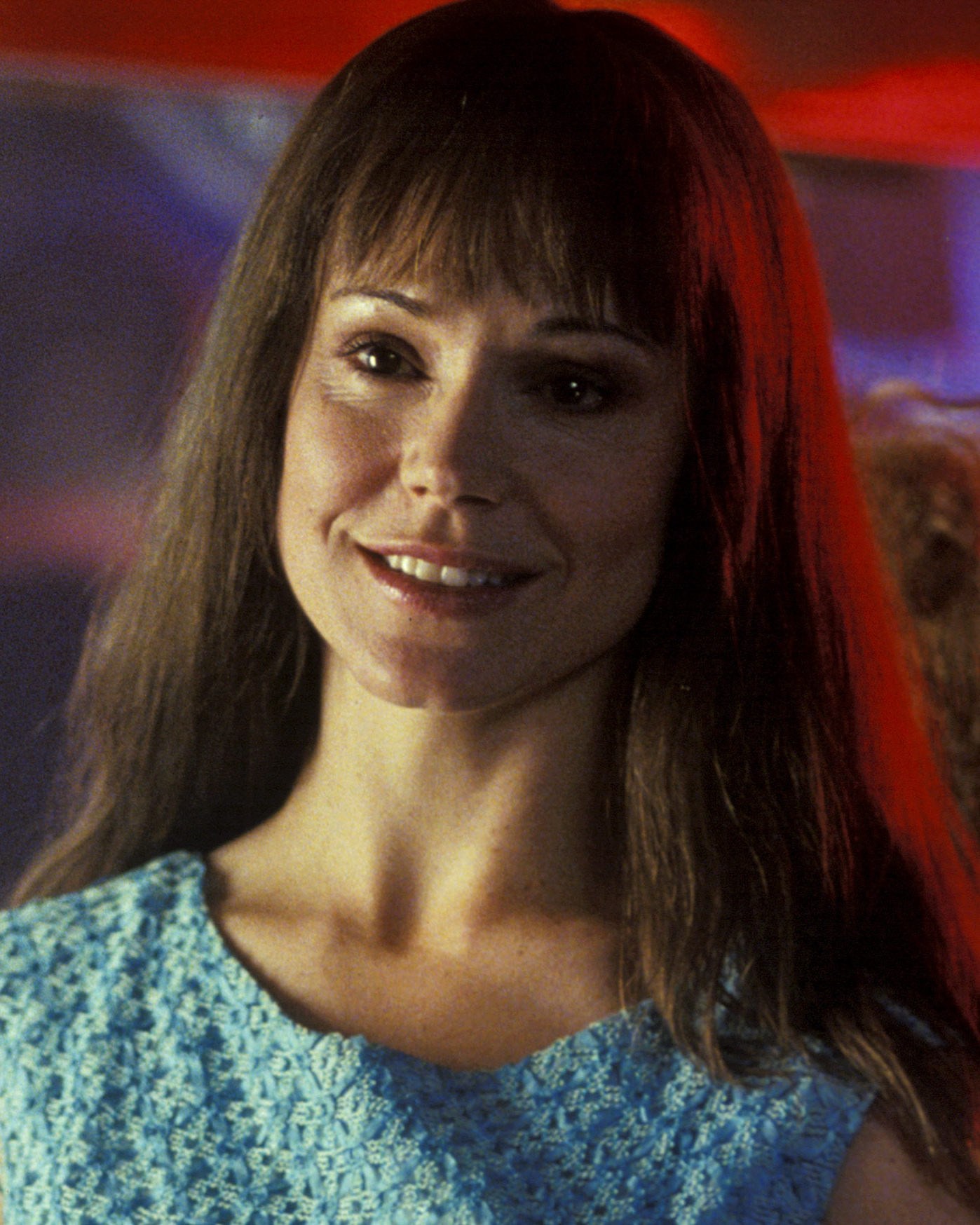
Frances O’Connor (* 1967)

- O’Connor, Frances Belle (1914–1982), US-amerikanische Filmschauspielerin und Zirkuskünstlerin
- O’Connor, Francis Valentine (1937–2017), amerikanischer Kunsthistoriker
- O’Connor, Francisco Burdett (1791–1871), Offizier in der Irischen Legion von Simón Bolívars Armee
- O’Connor, Frank (1903–1966), irischer Schriftsteller
- O’Connor, Garry (* 1983), schottischer Fußballspieler
- O’Connor, Gavin (* 1964), US-amerikanischer Filmregisseur, Drehbuchautor, Filmproduzent und Schauspieler
- O’Connor, Gemma (* 1940), irische Schriftstellerin
- O’Connor, George G. (1914–1971), US-amerikanischer Offizier, Generalleutnant der US Army
- O’Connor, Glynnis (* 1956), US-amerikanische Schauspielerin
- O’Connor, Gordon (* 1939), kanadischer Brigadegeneral und Politiker
- O’Connor, Hazel (* 1955), britische Sängerin und Schauspielerin
- O’Connor, Hubert Patrick (1928–2007), kanadischer Geistlicher, Bischof von Prince George, British Columbia, Kanada
- O’Connor, James (1870–1941), US-amerikanischer Politiker
- O’Connor, James (* 1945), irischer Künstler
- O’Connor, James (* 1979), irischer Fußballspieler
- O’Connor, James (* 1984), englischer Fußballspieler
- O’Connor, James (* 1997), irischer Politiker
- O’Connor, James F. (1878–1945), US-amerikanischer Politiker
- O’Connor, Jim, irischer Filmproduzent
- O’Connor, Jingmai (* 1983), US-amerikanische Paläontologin
- O’Connor, Joe (* 1995), englischer Snookerspieler
- O’Connor, John J. (1885–1960), US-amerikanischer Jurist und Politiker
- O’Connor, John J. (1933–2009), US-amerikanischer Journalist und Filmkritiker
- O’Connor, John Joseph (1855–1927), US-amerikanischer römisch-katholischer Bischof von Newark
- O’Connor, John Joseph (1920–2000), US-amerikanischer römisch-katholischer Kardinal und Erzbischof von New York
- O’Connor, Joseph (* 1963), irischer Schriftsteller
- O’Connor, Josh (* 1990), britischer FilmschauspielerJosh O’Connor (* 1990)

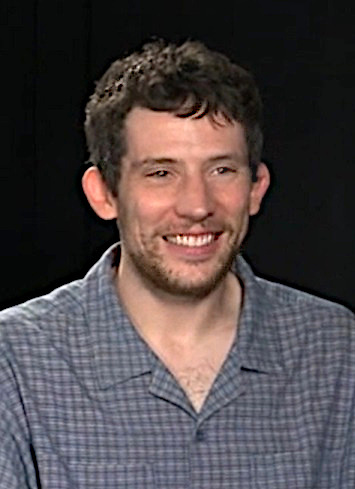
Josh O’Connor (* 1990)

- O’Connor, Josh (* 2004), schottischer Fußballspieler
- O’Connor, Kate (* 2000), irische Siebenkämpferin
- O’Connor, Kathleen (1876–1968), australische Malerin
- O’Connor, Kathleen (1934–2017), irische Politikerin und Lehrerin
- O’Connor, Kelley, US-amerikanische Opernsängerin (Mezzosopran)
- O’Connor, Kent (* 1987), kanadischer Fußballspieler
- O’Connor, Kevin, US-amerikanischer Basketballfunktionär
- O’Connor, Kevin (1929–1993), britischer römisch-katholischer Geistlicher und Weihbischof in Liverpool
- O’Connor, Kevin (* 1985), irischer Fußballspieler
- O’Connor, Kevin J. (* 1963), US-amerikanischer Schauspieler
- O’Connor, Larry (1916–1995), kanadischer Hürdenläufer und Sprinter
- O’Connor, Lee (* 2000), irischer Fußballspieler
- O’Connor, Logan (* 1996), kanadischer Eishockeyspieler US-amerikanischer Herkunft
- O’Connor, Maggie, US-amerikanische Geigerin, Fiddlespielerin und Sängerin
- O’Connor, Mark (* 1945), australischer Lyriker
- O’Connor, Mark (* 1961), US-amerikanischer Geiger, Fiddlespieler, Gitarrist, Mandolinspieler, Komponist und Musikpädagoge
- O’Connor, Martin John (1900–1986), US-amerikanischer Kurienerzbischof und erster Präsident der Päpstlichen Kommission für die sozialen Kommunikationsmittel
- O’Connor, Maureen (* 1951), US-amerikanische Politikerin und Juristin
- O’Connor, Michael (* 1965), britischer Kostümbildner
- O’Connor, Michael P. (1831–1881), US-amerikanischer Politiker
- O’Connor, Miikka (* 1996), finnischer Tischtennisspieler
- O’Connor, Mike (* 1961), kanadisch-britischer Eishockeyspieler, -trainer und -funktionär
- O’Connor, Myles (* 1967), kanadischer Eishockeyspieler
- O’Connor, Neal (1925–2002), US-amerikanischer Werbefachmann, Manager und Verbandsfunktionär, Sachbuchautor und führender Experte für Orden und Ehrenzeichen des deutschen Flugpersonals während des Ersten Weltkrieges
- O’Connor, Pat (1928–1958), US-amerikanischer Automobilrennfahrer
- O’Connor, Pat (* 1943), irischer Regisseur
- O’Connor, Patrick (* 1966), jamaikanischer Sprinter
- O’Connor, Patrick Edward (1932–2014), neuseeländischer Geistlicher, emeritierter Apostolischer Superior von Tokelau
- O’Connor, Patrick Joseph (1848–1932), irischer Geistlicher und römisch-katholischer Bischof von Armidale
- O’Connor, Peter (1872–1957), irischer Leichtathlet
- O’Connor, Renée (* 1971), US-amerikanische SchauspielerinRenée O’Connor (* 1971)

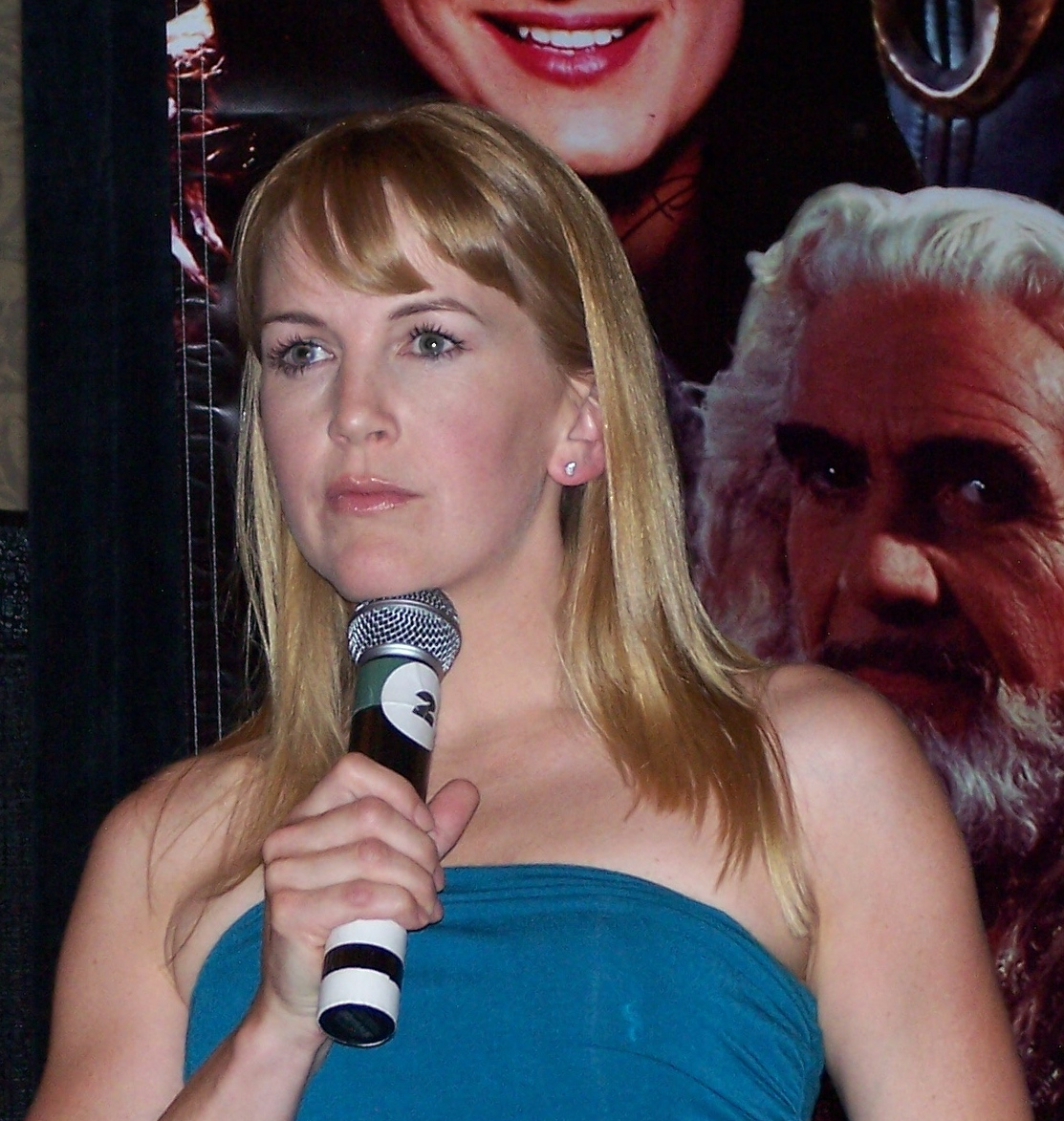
Renée O’Connor (* 1971)

- O’Connor, Richard (1889–1981), britischer General
- O’Connor, Richard (* 1978), anguillischer Fußballspieler
- O’Connor, Robert (* 1959), US-amerikanischer Schriftsteller
- O’Connor, Robert Emmett (1885–1962), US-amerikanischer Schauspieler
- O’Connor, Rory (1883–1922), irischer Freiheitskämpfer
- O’Connor, Ruairi (* 1991), irischer Schauspieler
- O’Connor, Ryan (* 1992), kanadischer Eishockeyspieler
- O’Connor, Sandra Day (1930–2023), US-amerikanische Juristin, Richterin am Obersten Gerichtshof der USA
- O’Connor, Sarah (* 1973), US-amerikanische Naturstoffchemikerin
- O’Connor, Seamus (* 1997), irischer Snowboarder
- O’Connor, Sean (* 1981), kanadisch-deutscher Eishockeyspieler
- O’Connor, Sean (* 1987), US-amerikanischer Eishockeyspieler
- O’Connor, Shane (* 1973), irischer Skirennläufer
- O’Connor, Sheila (* 1966), französische Schauspielerin
- O’Connor, Sinéad (1966–2023), irische Sängerin, Songschreiberin und AktivistinSinéad O’Connor (1966–2023)

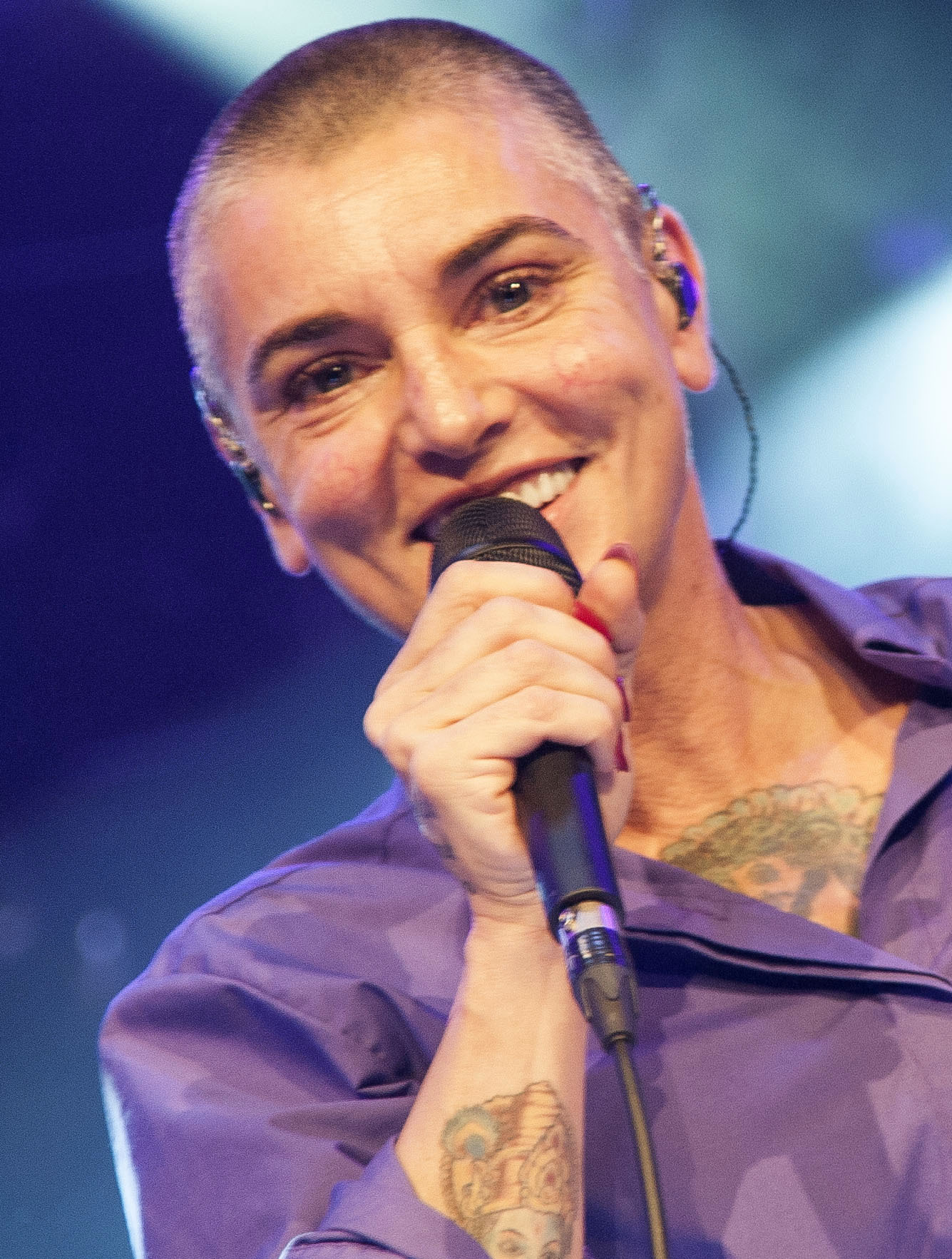
Sinéad O’Connor (1966–2023)

- O’Connor, Siobhan-Marie (* 1995), britische Schwimmerin
- O’Connor, Sixtus (1909–1983), amerikanischer Priester und während des Nürnberger Prozesses gegen die Hauptkriegsverbrecher Seelsorger der katholischen Gefängnisinsassen
- O’Connor, Stefan (* 1997), englischer Fußballspieler
- O’Connor, Stephen (* 1972), irischer Snookerspieler
- O’Connor, Sue, australische Archäologin
- O’Connor, Susan (* 1977), kanadische Curlerin
- O’Connor, Terence (1891–1940), britischer konservativer Politiker
- O’Connor, Tim (1927–2018), US-amerikanischer Schauspieler
- O’Connor, Timothy (1906–1986), irischer Politiker
- O’Connor, Una (1880–1959), irische Schauspielerin
- O’Connor, Wallace (1903–1950), US-amerikanischer Schwimmer
- O’Connor, William (* 1986), irischer DartspielerWilliam O’Connor (* 1986)

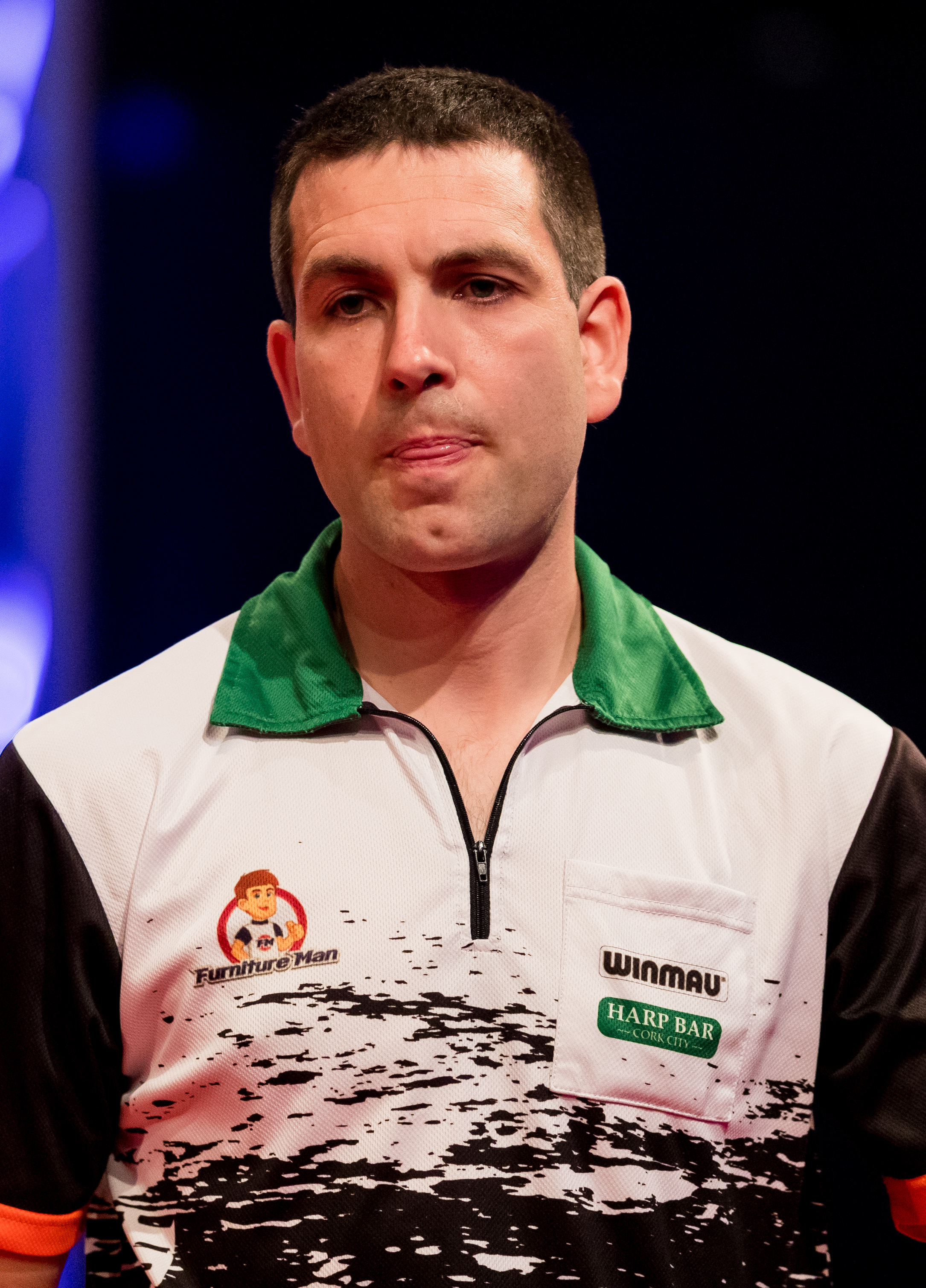
William O’Connor (* 1986)

- O’Connor, William Aloysius (1903–1983), US-amerikanischer Geistlicher und römisch-katholischer Bischof von Springfield in Illinois
- O’Connor, William Scott (1864–1939), US-amerikanischer Fechter
- O’Connor-Connolly, Juliana (* 1961), britische Parlamentssprecherin des Parlaments der Cayman Islands
- O’Connor-Wilinska, Walerija (1866–1930), ukrainische Schriftstellerin
- O’Conor, Herbert (1896–1960), US-amerikanischer Politiker, Gouverneur von Maryland
- O’Conor, Hugh (* 1975), irischer Schauspieler
- O’Conor, John (* 1947), irischer Pianist und Klavierpädagoge
- O’Conor, Nicholas (1843–1908), britischer Diplomat
- O’Conor, Roderic (1860–1940), irischer Maler
- Oconostota, Häuptling der Cherokee

### Ocr
- Ocran, Albert Kwesi (1929–2019), ghanaischer Militär und Politiker

### Ocs
- Ocskay von Ocskö, Franz (1775–1851), ungarischer Entomologe
- Ocskay, Gábor (1975–2009), ungarischer Eishockeyspieler
- Ocskó, László (* 1962), ungarischer Badmintonspieler

### Oct
- Octavia (40–62), Tochter des römischen Kaisers Claudius
- Octavia Maior, Schwester des Augustus, Gattin des Sextus Appuleius
- Octavia Minor († 11 v. Chr.), römische Frau, Ehefrau des Marcus AntoniusOctavia Minor († 11 v. Chr.)

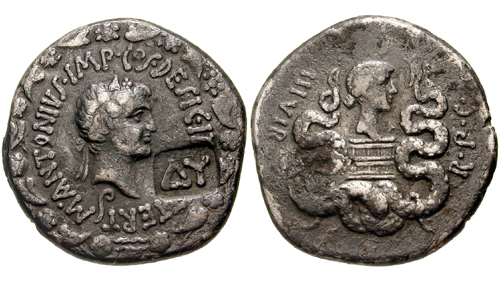
Octavia Minor († 11 v. Chr.)

- Octavian, deutscher Gitarrist, Sänger und Songwriter
- Octavian (* 1996), englisch-französischer Rapper
- Octaviandi, Farrel (* 1988), indonesischer Sprinter
- Octavius Antoninus, römischer Statthalter (120)
- Octavius Crassus, Lucius, römischer Suffektkonsul (111)
- Octavius Faustus, antiker römischer Toreut
- Octavius Fronto, Sextus, römischer Suffektkonsul (86) und Statthalter
- Octavius Honoratus, Gaius, römischer Centurio
- Octavius Laenas Pontianus, Sergius, römischer Konsul (131)
- Octavius Laenas, Gaius, römischer Senator, Suffektkonsulat und Vater des römischen Kaisers Nerva
- Octavius Memor, Lucius, römischer Statthalter
- Octavius Rufus, Gnaeus, römischer Politiker, Quästor wohl 230 v. Chr.
- Octavius von Großbritannien, Irland und Hannover (1779–1783), Mitglied der Britischen Königsfamilie aus dem Haus HannoverOctavius von Großbritannien, Irland und Hannover (1779–1783)

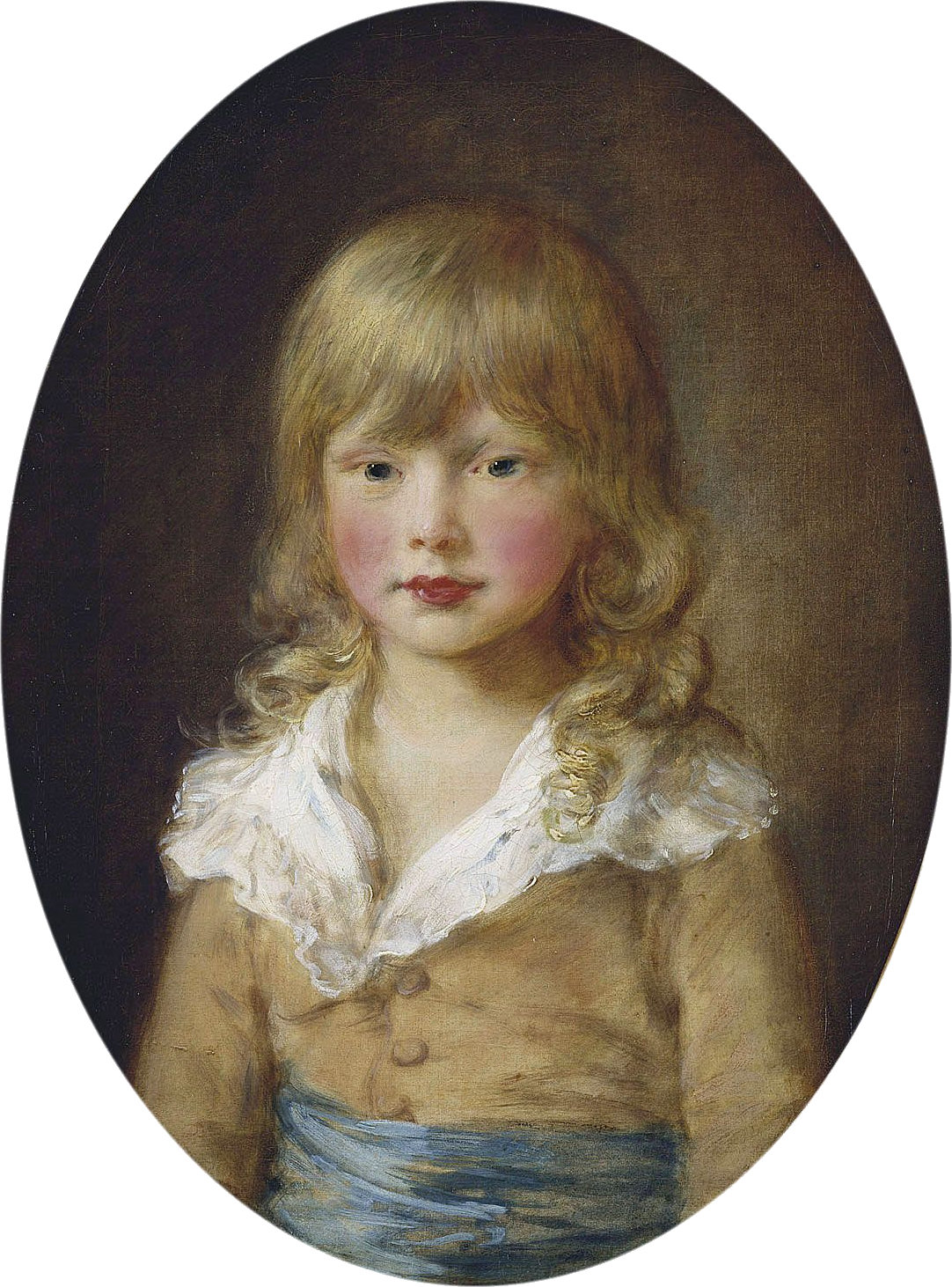
Octavius von Großbritannien, Irland und Hannover (1779–1783)

- Octavius, Gaius, römischer Politiker, Vater des Kaisers Augustus
- Octavius, Gnaeus († 87 v. Chr.), römischer Politiker, Konsul 87 v. Chr.
- Octavius, Gnaeus, römischer Politiker, Prätor 205 v. Chr.
- Octavius, Gnaeus († 162 v. Chr.), römischer Politiker, Konsul 165 v. Chr.
- Octavius, Gnaeus, römischer Politiker, Konsul 128 v. Chr.
- Octavius, Gnaeus, römischer Politiker, Konsul 76 v. Chr.
- Octavius, Lucius († 74 v. Chr.), römischer Politiker, Konsul 75 v. Chr.
- Octavius, Marcus, römischer Politiker und Volkstribun
- Octavius, Marcus, römischer Politiker, Volkstribun 133 v. Chr.
- Octavius, Marcus, römischer Politiker, Ädil 50 v. Chr.
- Octo Octa (* 1987), US-amerikanische Musikproduzentin und DJ
- October, Gene, britischer Musiker

### Ocu
- O’Cuire Quirke, Hella (1866–1944), deutsche Schriftstellerin
- Ocuish, Hannah (1774–1786), jüngste Person, die von der Amerikanischen Justiz zum Tode verurteilt wurde
- Oculi, Okello (1942–2025), ugandischer Schriftsteller und Politologe
- O’Curry, Eugene (1794–1862), irischer Hochschullehrer

### Ocw
- Ocwirk, Ernst (1926–1980), österreichischer Fußballspieler und Fußballtrainer
- Ocwirk, Martha (1925–2006), österreichische Handballspielerin

### Ocz
- Oczipka, Bastian (* 1989), deutscher FußballspielerBastian Oczipka (* 1989)

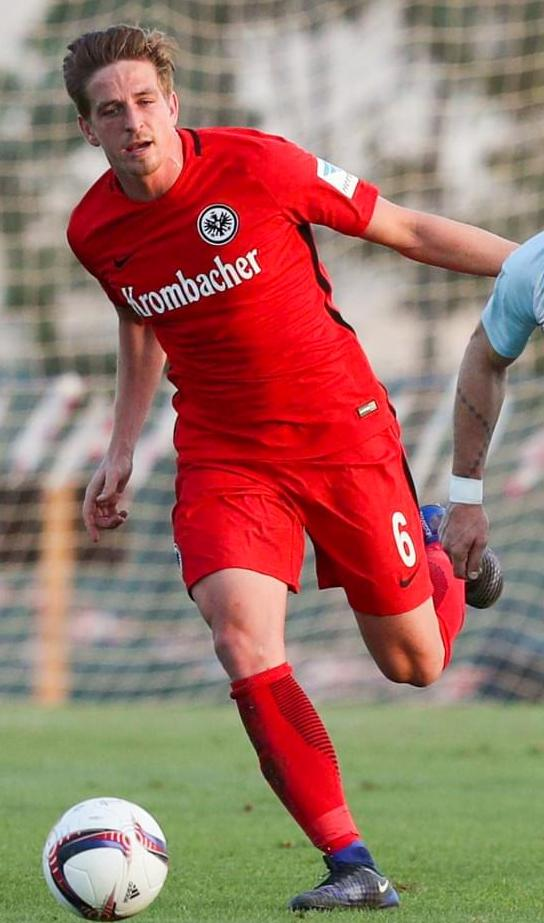
Bastian Oczipka (* 1989)

- Oczlon, Walter (* 1952), österreichischer Fotograf und Grafiker